# Llista d'asteroides (199001-200000)
Llista d'asteroides del 199001 al 200000, amb data de descoberta i descobridor. És un fragment de la llista d'asteroides completa. Als asteroides se'ls dona un número quan es confirma la seva òrbita, per tant apareixen llistats aproximadament segons la data de descobriment.
Contingut: 199001... 199101... 199201... 199301... 199401... 199501... 199601... 199701... 199801... 199901... 

| Nom           | Designació provisional | Data de descobriment   | Lloc de descobriment | Descobridor/s             |
| 199001-199100 | 199001-199100          | 199001-199100          | 199001-199100        | 199001-199100             |
| ------------- | ---------------------- | ---------------------- | -------------------- | ------------------------- |
| 199001 -      | 2005 WM51              | 25 de novembre de 2005 | Kitt Peak            | Spacewatch                |
| 199002 -      | 2005 WO55              | 28 de novembre de 2005 | Junk Bond            | D. Healy                  |
| 199003 -      | 2005 WJ56              | 29 de novembre de 2005 | Socorro              | LINEAR                    |
| 199004 -      | 2005 WM66              | 22 de novembre de 2005 | Kitt Peak            | Spacewatch                |
| 199005 -      | 2005 WH67              | 22 de novembre de 2005 | Kitt Peak            | Spacewatch                |
| 199006 -      | 2005 WY68              | 25 de novembre de 2005 | Mount Lemmon         | Mount Lemmon Survey       |
| 199007 -      | 2005 WH70              | 26 de novembre de 2005 | Mount Lemmon         | Mount Lemmon Survey       |
| 199008 -      | 2005 WP72              | 25 de novembre de 2005 | Kitt Peak            | Spacewatch                |
| 199009 -      | 2005 WU73              | 26 de novembre de 2005 | Mount Lemmon         | Mount Lemmon Survey       |
| 199010 -      | 2005 WK80              | 25 de novembre de 2005 | Mount Lemmon         | Mount Lemmon Survey       |
| 199011 -      | 2005 WZ86              | 28 de novembre de 2005 | Mount Lemmon         | Mount Lemmon Survey       |
| 199012 -      | 2005 WS87              | 28 de novembre de 2005 | Mount Lemmon         | Mount Lemmon Survey       |
| 199013 -      | 2005 WJ89              | 25 de novembre de 2005 | Mount Lemmon         | Mount Lemmon Survey       |
| 199014 -      | 2005 WS89              | 26 de novembre de 2005 | Catalina             | CSS                       |
| 199015 -      | 2005 WF91              | 28 de novembre de 2005 | Catalina             | CSS                       |
| 199016 -      | 2005 WF92              | 25 de novembre de 2005 | Mount Lemmon         | Mount Lemmon Survey       |
| 199017 -      | 2005 WS93              | 25 de novembre de 2005 | Mount Lemmon         | Mount Lemmon Survey       |
| 199018 -      | 2005 WB94              | 26 de novembre de 2005 | Kitt Peak            | Spacewatch                |
| 199019 -      | 2005 WG95              | 26 de novembre de 2005 | Kitt Peak            | Spacewatch                |
| 199020 -      | 2005 WA98              | 26 de novembre de 2005 | Kitt Peak            | Spacewatch                |
| 199021 -      | 2005 WB98              | 26 de novembre de 2005 | Kitt Peak            | Spacewatch                |
| 199022 -      | 2005 WD99              | 28 de novembre de 2005 | Mount Lemmon         | Mount Lemmon Survey       |
| 199023 -      | 2005 WR101             | 29 de novembre de 2005 | Socorro              | LINEAR                    |
| 199024 -      | 2005 WZ103             | 28 de novembre de 2005 | Catalina             | CSS                       |
| 199025 -      | 2005 WO104             | 28 de novembre de 2005 | Catalina             | CSS                       |
| 199026 -      | 2005 WC105             | 29 de novembre de 2005 | Catalina             | CSS                       |
| 199027 -      | 2005 WZ116             | 30 de novembre de 2005 | Socorro              | LINEAR                    |
| 199028 -      | 2005 WT117             | 28 de novembre de 2005 | Socorro              | LINEAR                    |
| 199029 -      | 2005 WX118             | 25 de novembre de 2005 | Mount Lemmon         | Mount Lemmon Survey       |
| 199030 -      | 2005 WQ135             | 25 de novembre de 2005 | Mount Lemmon         | Mount Lemmon Survey       |
| 199031 -      | 2005 WX136             | 26 de novembre de 2005 | Mount Lemmon         | Mount Lemmon Survey       |
| 199032 -      | 2005 WT138             | 26 de novembre de 2005 | Mount Lemmon         | Mount Lemmon Survey       |
| 199033 -      | 2005 WU139             | 26 de novembre de 2005 | Mount Lemmon         | Mount Lemmon Survey       |
| 199034 -      | 2005 WU141             | 28 de novembre de 2005 | Mount Lemmon         | Mount Lemmon Survey       |
| 199035 -      | 2005 WC143             | 30 de novembre de 2005 | Kitt Peak            | Spacewatch                |
| 199036 -      | 2005 WY148             | 28 de novembre de 2005 | Kitt Peak            | Spacewatch                |
| 199037 -      | 2005 WB149             | 28 de novembre de 2005 | Kitt Peak            | Spacewatch                |
| 199038 -      | 2005 WC151             | 28 de novembre de 2005 | Socorro              | LINEAR                    |
| 199039 -      | 2005 WL154             | 29 de novembre de 2005 | Kitt Peak            | Spacewatch                |
| 199040 -      | 2005 WS154             | 29 de novembre de 2005 | Kitt Peak            | Spacewatch                |
| 199041 -      | 2005 WY156             | 30 de novembre de 2005 | Kitt Peak            | Spacewatch                |
| 199042 -      | 2005 WB157             | 22 de novembre de 2005 | Kitt Peak            | Spacewatch                |
| 199043 -      | 2005 WH157             | 25 de novembre de 2005 | Catalina             | CSS                       |
| 199044 -      | 2005 WU157             | 25 de novembre de 2005 | Mount Lemmon         | Mount Lemmon Survey       |
| 199045 -      | 2005 WA158             | 26 de novembre de 2005 | Mount Lemmon         | Mount Lemmon Survey       |
| 199046 -      | 2005 WU158             | 29 de novembre de 2005 | Socorro              | LINEAR                    |
| 199047 -      | 2005 WB167             | 30 de novembre de 2005 | Kitt Peak            | Spacewatch                |
| 199048 -      | 2005 WX174             | 30 de novembre de 2005 | Kitt Peak            | Spacewatch                |
| 199049 -      | 2005 WN178             | 30 de novembre de 2005 | Kitt Peak            | Spacewatch                |
| 199050 -      | 2005 WS185             | 30 de novembre de 2005 | Socorro              | LINEAR                    |
| 199051 -      | 2005 WF188             | 30 de novembre de 2005 | Kitt Peak            | Spacewatch                |
| 199052 -      | 2005 WO188             | 30 de novembre de 2005 | Kitt Peak            | Spacewatch                |
| 199053 -      | 2005 WA195             | 30 de novembre de 2005 | Socorro              | LINEAR                    |
| 199054 -      | 2005 WB195             | 30 de novembre de 2005 | Socorro              | LINEAR                    |
| 199055 -      | 2005 WU195             | 25 de novembre de 2005 | Mount Lemmon         | Mount Lemmon Survey       |
| 199056 -      | 2005 WQ204             | 25 de novembre de 2005 | Mount Lemmon         | Mount Lemmon Survey       |
| 199057 -      | 2005 XT1               | 4 de desembre de 2005  | Socorro              | LINEAR                    |
| 199058 -      | 2005 XC5               | 5 de desembre de 2005  | Goodricke-Pigott     | Goodricke-Pigott          |
| 199059 -      | 2005 XP6               | 2 de desembre de 2005  | Mount Lemmon         | Mount Lemmon Survey       |
| 199060 -      | 2005 XR7               | 4 de desembre de 2005  | Socorro              | LINEAR                    |
| 199061 -      | 2005 XE13              | 1 de desembre de 2005  | Kitt Peak            | Spacewatch                |
| 199062 -      | 2005 XD15              | 1 de desembre de 2005  | Kitt Peak            | Spacewatch                |
| 199063 -      | 2005 XE16              | 1 de desembre de 2005  | Kitt Peak            | Spacewatch                |
| 199064 -      | 2005 XP16              | 1 de desembre de 2005  | Kitt Peak            | Spacewatch                |
| 199065 -      | 2005 XY19              | 2 de desembre de 2005  | Kitt Peak            | Spacewatch                |
| 199066 -      | 2005 XA22              | 2 de desembre de 2005  | Socorro              | LINEAR                    |
| 199067 -      | 2005 XO32              | 4 de desembre de 2005  | Kitt Peak            | Spacewatch                |
| 199068 -      | 2005 XM40              | 5 de desembre de 2005  | Mount Lemmon         | Mount Lemmon Survey       |
| 199069 -      | 2005 XN41              | 7 de desembre de 2005  | Socorro              | LINEAR                    |
| 199070 -      | 2005 XX45              | 2 de desembre de 2005  | Kitt Peak            | Spacewatch                |
| 199071 -      | 2005 XJ51              | 2 de desembre de 2005  | Kitt Peak            | Spacewatch                |
| 199072 -      | 2005 XR56              | 5 de desembre de 2005  | Mount Lemmon         | Mount Lemmon Survey       |
| 199073 -      | 2005 XV57              | 1 de desembre de 2005  | Kitt Peak            | Spacewatch                |
| 199074 -      | 2005 XQ63              | 5 de desembre de 2005  | Mount Lemmon         | Mount Lemmon Survey       |
| 199075 -      | 2005 XS65              | 5 de desembre de 2005  | Socorro              | LINEAR                    |
| 199076 -      | 2005 XX65              | 7 de desembre de 2005  | Socorro              | LINEAR                    |
| 199077 -      | 2005 XA68              | 5 de desembre de 2005  | Kitt Peak            | Spacewatch                |
| 199078 -      | 2005 XB74              | 6 de desembre de 2005  | Kitt Peak            | Spacewatch                |
| 199079 -      | 2005 XS77              | 9 de desembre de 2005  | Socorro              | LINEAR                    |
| 199080 -      | 2005 XC78              | 2 de desembre de 2005  | Mount Lemmon         | Mount Lemmon Survey       |
| 199081 -      | 2005 XP79              | 4 de desembre de 2005  | Kitt Peak            | Spacewatch                |
| 199082 -      | 2005 XM82              | 10 de desembre de 2005 | Kitt Peak            | Spacewatch                |
| 199083 -      | 2005 XY91              | 4 de desembre de 2005  | Catalina             | CSS                       |
| 199084 -      | 2005 XN104             | 1 de desembre de 2005  | Kitt Peak            | M. W. Buie                |
| 199085 -      | 2005 XO104             | 1 de desembre de 2005  | Kitt Peak            | M. W. Buie                |
| 199086 -      | 2005 XS114             | 5 de desembre de 2005  | Mount Lemmon         | Mount Lemmon Survey       |
| 199087 -      | 2005 XF115             | 1 de desembre de 2005  | Kitt Peak            | Spacewatch                |
| 199088 -      | 2005 XX116             | 4 de desembre de 2005  | Kitt Peak            | Spacewatch                |
| 199089 -      | 2005 YC7               | 21 de desembre de 2005 | Catalina             | CSS                       |
| 199090 -      | 2005 YO7               | 22 de desembre de 2005 | Kitt Peak            | Spacewatch                |
| 199091 -      | 2005 YF10              | 21 de desembre de 2005 | Kitt Peak            | Spacewatch                |
| 199092 -      | 2005 YZ11              | 21 de desembre de 2005 | Kitt Peak            | Spacewatch                |
| 199093 -      | 2005 YX17              | 23 de desembre de 2005 | Kitt Peak            | Spacewatch                |
| 199094 -      | 2005 YD22              | 24 de desembre de 2005 | Kitt Peak            | Spacewatch                |
| 199095 -      | 2005 YO23              | 24 de desembre de 2005 | Kitt Peak            | Spacewatch                |
| 199096 -      | 2005 YF24              | 24 de desembre de 2005 | Kitt Peak            | Spacewatch                |
| 199097 -      | 2005 YU27              | 22 de desembre de 2005 | Kitt Peak            | Spacewatch                |
| 199098 -      | 2005 YN28              | 22 de desembre de 2005 | Kitt Peak            | Spacewatch                |
| 199099 -      | 2005 YH31              | 22 de desembre de 2005 | Kitt Peak            | Spacewatch                |
| 199100 -      | 2005 YL31              | 22 de desembre de 2005 | Kitt Peak            | Spacewatch                |
| 199101-199200 |                        |                        |                      |                           |
| 199101 -      | 2005 YR31              | 22 de desembre de 2005 | Kitt Peak            | Spacewatch                |
| 199102 -      | 2005 YO34              | 24 de desembre de 2005 | Kitt Peak            | Spacewatch                |
| 199103 -      | 2005 YY35              | 25 de desembre de 2005 | Kitt Peak            | Spacewatch                |
| 199104 -      | 2005 YF43              | 24 de desembre de 2005 | Kitt Peak            | Spacewatch                |
| 199105 -      | 2005 YM43              | 24 de desembre de 2005 | Kitt Peak            | Spacewatch                |
| 199106 -      | 2005 YP46              | 25 de desembre de 2005 | Kitt Peak            | Spacewatch                |
| 199107 -      | 2005 YH47              | 25 de desembre de 2005 | Kitt Peak            | Spacewatch                |
| 199108 -      | 2005 YO47              | 26 de desembre de 2005 | Kitt Peak            | Spacewatch                |
| 199109 -      | 2005 YJ48              | 22 de desembre de 2005 | Kitt Peak            | Spacewatch                |
| 199110 -      | 2005 YJ49              | 22 de desembre de 2005 | Kitt Peak            | Spacewatch                |
| 199111 -      | 2005 YN49              | 22 de desembre de 2005 | Kitt Peak            | Spacewatch                |
| 199112 -      | 2005 YN50              | 25 de desembre de 2005 | Kitt Peak            | Spacewatch                |
| 199113 -      | 2005 YO56              | 22 de desembre de 2005 | Kitt Peak            | Spacewatch                |
| 199114 -      | 2005 YG58              | 24 de desembre de 2005 | Kitt Peak            | Spacewatch                |
| 199115 -      | 2005 YV60              | 23 de desembre de 2005 | Kitt Peak            | Spacewatch                |
| 199116 -      | 2005 YZ60              | 23 de desembre de 2005 | Kitt Peak            | Spacewatch                |
| 199117 -      | 2005 YC67              | 26 de desembre de 2005 | Kitt Peak            | Spacewatch                |
| 199118 -      | 2005 YV75              | 24 de desembre de 2005 | Kitt Peak            | Spacewatch                |
| 199119 -      | 2005 YF77              | 24 de desembre de 2005 | Kitt Peak            | Spacewatch                |
| 199120 -      | 2005 YX78              | 24 de desembre de 2005 | Kitt Peak            | Spacewatch                |
| 199121 -      | 2005 YG82              | 24 de desembre de 2005 | Kitt Peak            | Spacewatch                |
| 199122 -      | 2005 YT82              | 24 de desembre de 2005 | Kitt Peak            | Spacewatch                |
| 199123 -      | 2005 YW83              | 24 de desembre de 2005 | Kitt Peak            | Spacewatch                |
| 199124 -      | 2005 YQ90              | 26 de desembre de 2005 | Mount Lemmon         | Mount Lemmon Survey       |
| 199125 -      | 2005 YJ92              | 27 de desembre de 2005 | Mount Lemmon         | Mount Lemmon Survey       |
| 199126 -      | 2005 YA94              | 26 de desembre de 2005 | Catalina             | CSS                       |
| 199127 -      | 2005 YF94              | 26 de desembre de 2005 | Catalina             | CSS                       |
| 199128 -      | 2005 YG94              | 27 de desembre de 2005 | Catalina             | CSS                       |
| 199129 -      | 2005 YN94              | 21 de desembre de 2005 | Kitt Peak            | Spacewatch                |
| 199130 -      | 2005 YJ95              | 25 de desembre de 2005 | Kitt Peak            | Spacewatch                |
| 199131 -      | 2005 YC96              | 25 de desembre de 2005 | Kitt Peak            | Spacewatch                |
| 199132 -      | 2005 YO96              | 26 de desembre de 2005 | Kitt Peak            | Spacewatch                |
| 199133 -      | 2005 YT98              | 26 de desembre de 2005 | Kitt Peak            | Spacewatch                |
| 199134 -      | 2005 YN100             | 22 de desembre de 2005 | Kitt Peak            | Spacewatch                |
| 199135 -      | 2005 YE107             | 25 de desembre de 2005 | Mount Lemmon         | Mount Lemmon Survey       |
| 199136 -      | 2005 YU107             | 25 de desembre de 2005 | Kitt Peak            | Spacewatch                |
| 199137 -      | 2005 YN108             | 25 de desembre de 2005 | Kitt Peak            | Spacewatch                |
| 199138 -      | 2005 YX112             | 25 de desembre de 2005 | Mount Lemmon         | Mount Lemmon Survey       |
| 199139 -      | 2005 YN116             | 25 de desembre de 2005 | Kitt Peak            | Spacewatch                |
| 199140 -      | 2005 YA117             | 25 de desembre de 2005 | Kitt Peak            | Spacewatch                |
| 199141 -      | 2005 YJ121             | 28 de desembre de 2005 | Mount Lemmon         | Mount Lemmon Survey       |
| 199142 -      | 2005 YB126             | 26 de desembre de 2005 | Kitt Peak            | Spacewatch                |
| 199143 -      | 2005 YC126             | 26 de desembre de 2005 | Kitt Peak            | Spacewatch                |
| 199144 -      | 2005 YL127             | 28 de desembre de 2005 | Palomar              | NEAT                      |
| 199145 -      | 2005 YY128             | 30 de desembre de 2005 | Kitt Peak            | Spacewatch                |
| 199146 -      | 2005 YQ136             | 26 de desembre de 2005 | Kitt Peak            | Spacewatch                |
| 199147 -      | 2005 YV136             | 26 de desembre de 2005 | Kitt Peak            | Spacewatch                |
| 199148 -      | 2005 YG143             | 28 de desembre de 2005 | Mount Lemmon         | Mount Lemmon Survey       |
| 199149 -      | 2005 YV145             | 29 de desembre de 2005 | Socorro              | LINEAR                    |
| 199150 -      | 2005 YJ150             | 25 de desembre de 2005 | Kitt Peak            | Spacewatch                |
| 199151 -      | 2005 YC154             | 29 de desembre de 2005 | Socorro              | LINEAR                    |
| 199152 -      | 2005 YG156             | 26 de desembre de 2005 | Mount Lemmon         | Mount Lemmon Survey       |
| 199153 -      | 2005 YP159             | 27 de desembre de 2005 | Kitt Peak            | Spacewatch                |
| 199154 -      | 2005 YV164             | 29 de desembre de 2005 | Catalina             | CSS                       |
| 199155 -      | 2005 YH166             | 27 de desembre de 2005 | Kitt Peak            | Spacewatch                |
| 199156 -      | 2005 YL170             | 31 de desembre de 2005 | Kitt Peak            | Spacewatch                |
| 199157 -      | 2005 YN170             | 31 de desembre de 2005 | Kitt Peak            | Spacewatch                |
| 199158 -      | 2005 YG171             | 30 de desembre de 2005 | Socorro              | LINEAR                    |
| 199159 -      | 2005 YW171             | 22 de desembre de 2005 | Catalina             | CSS                       |
| 199160 -      | 2005 YD174             | 28 de desembre de 2005 | Catalina             | CSS                       |
| 199161 -      | 2005 YV176             | 22 de desembre de 2005 | Kitt Peak            | Spacewatch                |
| 199162 -      | 2005 YC178             | 22 de desembre de 2005 | Kitt Peak            | Spacewatch                |
| 199163 -      | 2005 YN179             | 27 de desembre de 2005 | Kitt Peak            | Spacewatch                |
| 199164 -      | 2005 YB180             | 27 de desembre de 2005 | Kitt Peak            | Spacewatch                |
| 199165 -      | 2005 YK180             | 30 de desembre de 2005 | 7300 Observatory     | W. K. Y. Yeung            |
| 199166 -      | 2005 YS180             | 21 de desembre de 2005 | Catalina             | CSS                       |
| 199167 -      | 2005 YH182             | 30 de desembre de 2005 | 7300 Observatory     | W. K. Y. Yeung            |
| 199168 -      | 2005 YP184             | 27 de desembre de 2005 | Mount Lemmon         | Mount Lemmon Survey       |
| 199169 -      | 2005 YZ200             | 22 de desembre de 2005 | Kitt Peak            | Spacewatch                |
| 199170 -      | 2005 YK202             | 25 de desembre de 2005 | Kitt Peak            | Spacewatch                |
| 199171 -      | 2005 YD204             | 25 de desembre de 2005 | Mount Lemmon         | Mount Lemmon Survey       |
| 199172 -      | 2005 YH204             | 25 de desembre de 2005 | Mount Lemmon         | Mount Lemmon Survey       |
| 199173 -      | 2005 YU211             | 28 de desembre de 2005 | Catalina             | CSS                       |
| 199174 -      | 2005 YR212             | 29 de desembre de 2005 | Socorro              | LINEAR                    |
| 199175 -      | 2005 YN213             | 29 de desembre de 2005 | Palomar              | NEAT                      |
| 199176 -      | 2005 YW216             | 29 de desembre de 2005 | Kitt Peak            | Spacewatch                |
| 199177 -      | 2005 YU219             | 30 de desembre de 2005 | Socorro              | LINEAR                    |
| 199178 -      | 2005 YY220             | 22 de desembre de 2005 | Catalina             | CSS                       |
| 199179 -      | 2005 YD226             | 25 de desembre de 2005 | Mount Lemmon         | Mount Lemmon Survey       |
| 199180 -      | 2005 YQ227             | 25 de desembre de 2005 | Kitt Peak            | Spacewatch                |
| 199181 -      | 2005 YA235             | 28 de desembre de 2005 | Mount Lemmon         | Mount Lemmon Survey       |
| 199182 -      | 2005 YD246             | 30 de desembre de 2005 | Kitt Peak            | Spacewatch                |
| 199183 -      | 2005 YU256             | 30 de desembre de 2005 | Kitt Peak            | Spacewatch                |
| 199184 -      | 2005 YS263             | 25 de desembre de 2005 | Kitt Peak            | Spacewatch                |
| 199185 -      | 2005 YU264             | 25 de desembre de 2005 | Kitt Peak            | Spacewatch                |
| 199186 -      | 2005 YF267             | 24 de desembre de 2005 | Kitt Peak            | Spacewatch                |
| 199187 -      | 2005 YP269             | 25 de desembre de 2005 | Mount Lemmon         | Mount Lemmon Survey       |
| 199188 -      | 2005 YY269             | 26 de desembre de 2005 | Mount Lemmon         | Mount Lemmon Survey       |
| 199189 -      | 2005 YL270             | 27 de desembre de 2005 | Mount Lemmon         | Mount Lemmon Survey       |
| 199190 -      | 2005 YF273             | 30 de desembre de 2005 | Kitt Peak            | Spacewatch                |
| 199191 -      | 2005 YQ282             | 26 de desembre de 2005 | Mount Lemmon         | Mount Lemmon Survey       |
| 199192 -      | 2005 YK290             | 30 de desembre de 2005 | Mount Lemmon         | Mount Lemmon Survey       |
| 199193 -      | 2006 AM                | 3 de gener de 2006     | RAS                  | A. Lowe                   |
| 199194 -      | 2006 AO                | 3 de gener de 2006     | Gnosca               | S. Sposetti               |
| 199195 -      | 2006 AD1               | 2 de gener de 2006     | Mount Lemmon         | Mount Lemmon Survey       |
| 199196 -      | 2006 AZ2               | 4 de gener de 2006     | Catalina             | CSS                       |
| 199197 -      | 2006 AX3               | 5 de gener de 2006     | Kitami               | K. Endate                 |
| 199198 -      | 2006 AC5               | 2 de gener de 2006     | Catalina             | CSS                       |
| 199199 -      | 2006 AP5               | 2 de gener de 2006     | Catalina             | CSS                       |
| 199200 -      | 2006 AE6               | 2 de gener de 2006     | Socorro              | LINEAR                    |
| 199201-199300 |                        |                        |                      |                           |
| 199201 -      | 2006 AP10              | 4 de gener de 2006     | Catalina             | CSS                       |
| 199202 -      | 2006 AE11              | 4 de gener de 2006     | Mount Lemmon         | Mount Lemmon Survey       |
| 199203 -      | 2006 AZ17              | 5 de gener de 2006     | Socorro              | LINEAR                    |
| 199204 -      | 2006 AT18              | 5 de gener de 2006     | Kitt Peak            | Spacewatch                |
| 199205 -      | 2006 AB19              | 5 de gener de 2006     | Kitt Peak            | Spacewatch                |
| 199206 -      | 2006 AN19              | 4 de gener de 2006     | Mount Lemmon         | Mount Lemmon Survey       |
| 199207 -      | 2006 AB20              | 5 de gener de 2006     | Catalina             | CSS                       |
| 199208 -      | 2006 AX20              | 5 de gener de 2006     | Catalina             | CSS                       |
| 199209 -      | 2006 AR21              | 5 de gener de 2006     | Catalina             | CSS                       |
| 199210 -      | 2006 AS21              | 5 de gener de 2006     | Catalina             | CSS                       |
| 199211 -      | 2006 AW21              | 5 de gener de 2006     | Catalina             | CSS                       |
| 199212 -      | 2006 AH22              | 5 de gener de 2006     | Catalina             | CSS                       |
| 199213 -      | 2006 AK22              | 5 de gener de 2006     | Catalina             | CSS                       |
| 199214 -      | 2006 AY27              | 5 de gener de 2006     | Mount Lemmon         | Mount Lemmon Survey       |
| 199215 -      | 2006 AF29              | 6 de gener de 2006     | Anderson Mesa        | LONEOS                    |
| 199216 -      | 2006 AJ29              | 6 de gener de 2006     | Mount Lemmon         | Mount Lemmon Survey       |
| 199217 -      | 2006 AO30              | 4 de gener de 2006     | Catalina             | CSS                       |
| 199218 -      | 2006 AL32              | 5 de gener de 2006     | Anderson Mesa        | LONEOS                    |
| 199219 -      | 2006 AO37              | 4 de gener de 2006     | Kitt Peak            | Spacewatch                |
| 199220 -      | 2006 AD41              | 7 de gener de 2006     | Kitt Peak            | Spacewatch                |
| 199221 -      | 2006 AD42              | 6 de gener de 2006     | Kitt Peak            | Spacewatch                |
| 199222 -      | 2006 AR42              | 6 de gener de 2006     | Kitt Peak            | Spacewatch                |
| 199223 -      | 2006 AO43              | 6 de gener de 2006     | Mount Lemmon         | Mount Lemmon Survey       |
| 199224 -      | 2006 AF45              | 2 de gener de 2006     | Catalina             | CSS                       |
| 199225 -      | 2006 AC47              | 6 de gener de 2006     | Catalina             | CSS                       |
| 199226 -      | 2006 AL48              | 8 de gener de 2006     | Mount Lemmon         | Mount Lemmon Survey       |
| 199227 -      | 2006 AO49              | 5 de gener de 2006     | Kitt Peak            | Spacewatch                |
| 199228 -      | 2006 AN52              | 5 de gener de 2006     | Anderson Mesa        | LONEOS                    |
| 199229 -      | 2006 AY58              | 4 de gener de 2006     | Mount Lemmon         | Mount Lemmon Survey       |
| 199230 -      | 2006 AV65              | 8 de gener de 2006     | Kitt Peak            | Spacewatch                |
| 199231 -      | 2006 AB66              | 8 de gener de 2006     | Mount Lemmon         | Mount Lemmon Survey       |
| 199232 -      | 2006 AF68              | 5 de gener de 2006     | Mount Lemmon         | Mount Lemmon Survey       |
| 199233 -      | 2006 AT68              | 5 de gener de 2006     | Mount Lemmon         | Mount Lemmon Survey       |
| 199234 -      | 2006 AC70              | 6 de gener de 2006     | Kitt Peak            | Spacewatch                |
| 199235 -      | 2006 AU72              | 6 de gener de 2006     | Kitt Peak            | Spacewatch                |
| 199236 -      | 2006 AA73              | 7 de gener de 2006     | Mount Lemmon         | Mount Lemmon Survey       |
| 199237 -      | 2006 AJ74              | 5 de gener de 2006     | Anderson Mesa        | LONEOS                    |
| 199238 -      | 2006 AM77              | 6 de gener de 2006     | Kitt Peak            | Spacewatch                |
| 199239 -      | 2006 AQ77              | 6 de gener de 2006     | Mount Lemmon         | Mount Lemmon Survey       |
| 199240 -      | 2006 AW84              | 6 de gener de 2006     | Anderson Mesa        | LONEOS                    |
| 199241 -      | 2006 AC85              | 6 de gener de 2006     | Socorro              | LINEAR                    |
| 199242 -      | 2006 AK86              | 6 de gener de 2006     | Catalina             | CSS                       |
| 199243 -      | 2006 AO90              | 6 de gener de 2006     | Kitt Peak            | Spacewatch                |
| 199244 -      | 2006 AK91              | 7 de gener de 2006     | Kitt Peak            | Spacewatch                |
| 199245 -      | 2006 AR92              | 7 de gener de 2006     | Mount Lemmon         | Mount Lemmon Survey       |
| 199246 -      | 2006 AJ97              | 5 de gener de 2006     | Catalina             | CSS                       |
| 199247 -      | 2006 AE98              | 5 de gener de 2006     | Mount Lemmon         | Mount Lemmon Survey       |
| 199248 -      | 2006 AM100             | 8 de gener de 2006     | Mount Lemmon         | Mount Lemmon Survey       |
| 199249 -      | 2006 AZ101             | 5 de gener de 2006     | Mount Lemmon         | Mount Lemmon Survey       |
| 199250 -      | 2006 AE102             | 8 de gener de 2006     | Mount Lemmon         | Mount Lemmon Survey       |
| 199251 -      | 2006 BZ                | 18 de gener de 2006    | Palomar              | NEAT                      |
| 199252 -      | 2006 BF2               | 20 de gener de 2006    | Kitt Peak            | Spacewatch                |
| 199253 -      | 2006 BN2               | 20 de gener de 2006    | Kitt Peak            | Spacewatch                |
| 199254 -      | 2006 BU2               | 20 de gener de 2006    | Catalina             | CSS                       |
| 199255 -      | 2006 BB4               | 21 de gener de 2006    | Kitt Peak            | Spacewatch                |
| 199256 -      | 2006 BQ5               | 21 de gener de 2006    | Mount Lemmon         | Mount Lemmon Survey       |
| 199257 -      | 2006 BW9               | 20 de gener de 2006    | Kitt Peak            | Spacewatch                |
| 199258 -      | 2006 BN11              | 20 de gener de 2006    | Kitt Peak            | Spacewatch                |
| 199259 -      | 2006 BF12              | 21 de gener de 2006    | Mount Lemmon         | Mount Lemmon Survey       |
| 199260 -      | 2006 BJ12              | 21 de gener de 2006    | Anderson Mesa        | LONEOS                    |
| 199261 -      | 2006 BN12              | 21 de gener de 2006    | Kitt Peak            | Spacewatch                |
| 199262 -      | 2006 BB13              | 21 de gener de 2006    | Mount Lemmon         | Mount Lemmon Survey       |
| 199263 -      | 2006 BB14              | 22 de gener de 2006    | Mount Lemmon         | Mount Lemmon Survey       |
| 199264 -      | 2006 BC14              | 22 de gener de 2006    | Mount Lemmon         | Mount Lemmon Survey       |
| 199265 -      | 2006 BT15              | 22 de gener de 2006    | Mount Lemmon         | Mount Lemmon Survey       |
| 199266 -      | 2006 BC20              | 22 de gener de 2006    | Anderson Mesa        | LONEOS                    |
| 199267 -      | 2006 BW20              | 22 de gener de 2006    | Mount Lemmon         | Mount Lemmon Survey       |
| 199268 -      | 2006 BB22              | 22 de gener de 2006    | Mount Lemmon         | Mount Lemmon Survey       |
| 199269 -      | 2006 BZ22              | 22 de gener de 2006    | Mount Lemmon         | Mount Lemmon Survey       |
| 199270 -      | 2006 BC29              | 23 de gener de 2006    | Socorro              | LINEAR                    |
| 199271 -      | 2006 BU30              | 20 de gener de 2006    | Kitt Peak            | Spacewatch                |
| 199272 -      | 2006 BS31              | 20 de gener de 2006    | Kitt Peak            | Spacewatch                |
| 199273 -      | 2006 BV31              | 20 de gener de 2006    | Kitt Peak            | Spacewatch                |
| 199274 -      | 2006 BW31              | 20 de gener de 2006    | Kitt Peak            | Spacewatch                |
| 199275 -      | 2006 BU32              | 21 de gener de 2006    | Kitt Peak            | Spacewatch                |
| 199276 -      | 2006 BY33              | 21 de gener de 2006    | Kitt Peak            | Spacewatch                |
| 199277 -      | 2006 BA34              | 21 de gener de 2006    | Kitt Peak            | Spacewatch                |
| 199278 -      | 2006 BV37              | 23 de gener de 2006    | Mount Lemmon         | Mount Lemmon Survey       |
| 199279 -      | 2006 BN40              | 21 de gener de 2006    | Kitt Peak            | Spacewatch                |
| 199280 -      | 2006 BE44              | 23 de gener de 2006    | Catalina             | CSS                       |
| 199281 -      | 2006 BU44              | 23 de gener de 2006    | Mount Lemmon         | Mount Lemmon Survey       |
| 199282 -      | 2006 BS45              | 23 de gener de 2006    | Mount Lemmon         | Mount Lemmon Survey       |
| 199283 -      | 2006 BW46              | 23 de gener de 2006    | Mount Lemmon         | Mount Lemmon Survey       |
| 199284 -      | 2006 BB47              | 24 de gener de 2006    | Socorro              | LINEAR                    |
| 199285 -      | 2006 BP53              | 25 de gener de 2006    | Kitt Peak            | Spacewatch                |
| 199286 -      | 2006 BC54              | 25 de gener de 2006    | Kitt Peak            | Spacewatch                |
| 199287 -      | 2006 BX54              | 25 de gener de 2006    | Nyukasa              | H. Kurosaki, A. Nakajima  |
| 199288 -      | 2006 BX56              | 22 de gener de 2006    | Mount Lemmon         | Mount Lemmon Survey       |
| 199289 -      | 2006 BO57              | 23 de gener de 2006    | Kitt Peak            | Spacewatch                |
| 199290 -      | 2006 BQ58              | 23 de gener de 2006    | Socorro              | LINEAR                    |
| 199291 -      | 2006 BB60              | 25 de gener de 2006    | Kitt Peak            | Spacewatch                |
| 199292 -      | 2006 BD63              | 21 de gener de 2006    | Palomar              | NEAT                      |
| 199293 -      | 2006 BC66              | 23 de gener de 2006    | Kitt Peak            | Spacewatch                |
| 199294 -      | 2006 BN68              | 23 de gener de 2006    | Kitt Peak            | Spacewatch                |
| 199295 -      | 2006 BQ68              | 23 de gener de 2006    | Kitt Peak            | Spacewatch                |
| 199296 -      | 2006 BA76              | 23 de gener de 2006    | Kitt Peak            | Spacewatch                |
| 199297 -      | 2006 BB79              | 23 de gener de 2006    | Kitt Peak            | Spacewatch                |
| 199298 -      | 2006 BL79              | 23 de gener de 2006    | Kitt Peak            | Spacewatch                |
| 199299 -      | 2006 BV79              | 23 de gener de 2006    | Kitt Peak            | Spacewatch                |
| 199300 -      | 2006 BB80              | 23 de gener de 2006    | Kitt Peak            | Spacewatch                |
| 199301-199400 |                        |                        |                      |                           |
| 199301 -      | 2006 BC82              | 23 de gener de 2006    | Kitt Peak            | Spacewatch                |
| 199302 -      | 2006 BD82              | 23 de gener de 2006    | Kitt Peak            | Spacewatch                |
| 199303 -      | 2006 BM83              | 25 de gener de 2006    | Kitt Peak            | Spacewatch                |
| 199304 -      | 2006 BV83              | 25 de gener de 2006    | Kitt Peak            | Spacewatch                |
| 199305 -      | 2006 BR86              | 25 de gener de 2006    | Kitt Peak            | Spacewatch                |
| 199306 -      | 2006 BL91              | 26 de gener de 2006    | Kitt Peak            | Spacewatch                |
| 199307 -      | 2006 BR93              | 26 de gener de 2006    | Kitt Peak            | Spacewatch                |
| 199308 -      | 2006 BS93              | 26 de gener de 2006    | Kitt Peak            | Spacewatch                |
| 199309 -      | 2006 BF98              | 27 de gener de 2006    | Socorro              | LINEAR                    |
| 199310 -      | 2006 BB99              | 27 de gener de 2006    | Catalina             | CSS                       |
| 199311 -      | 2006 BJ99              | 22 de gener de 2006    | Mount Lemmon         | Mount Lemmon Survey       |
| 199312 -      | 2006 BN101             | 23 de gener de 2006    | Mount Lemmon         | Mount Lemmon Survey       |
| 199313 -      | 2006 BZ101             | 23 de gener de 2006    | Mount Lemmon         | Mount Lemmon Survey       |
| 199314 -      | 2006 BG102             | 23 de gener de 2006    | Mount Lemmon         | Mount Lemmon Survey       |
| 199315 -      | 2006 BN103             | 23 de gener de 2006    | Mount Lemmon         | Mount Lemmon Survey       |
| 199316 -      | 2006 BR103             | 23 de gener de 2006    | Mount Lemmon         | Mount Lemmon Survey       |
| 199317 -      | 2006 BQ107             | 25 de gener de 2006    | Kitt Peak            | Spacewatch                |
| 199318 -      | 2006 BA113             | 25 de gener de 2006    | Kitt Peak            | Spacewatch                |
| 199319 -      | 2006 BJ114             | 25 de gener de 2006    | Kitt Peak            | Spacewatch                |
| 199320 -      | 2006 BB117             | 26 de gener de 2006    | Kitt Peak            | Spacewatch                |
| 199321 -      | 2006 BN117             | 26 de gener de 2006    | Mount Lemmon         | Mount Lemmon Survey       |
| 199322 -      | 2006 BC118             | 26 de gener de 2006    | Kitt Peak            | Spacewatch                |
| 199323 -      | 2006 BB120             | 26 de gener de 2006    | Kitt Peak            | Spacewatch                |
| 199324 -      | 2006 BD122             | 26 de gener de 2006    | Kitt Peak            | Spacewatch                |
| 199325 -      | 2006 BJ122             | 26 de gener de 2006    | Kitt Peak            | Spacewatch                |
| 199326 -      | 2006 BR122             | 26 de gener de 2006    | Kitt Peak            | Spacewatch                |
| 199327 -      | 2006 BR128             | 26 de gener de 2006    | Mount Lemmon         | Mount Lemmon Survey       |
| 199328 -      | 2006 BC131             | 26 de gener de 2006    | Kitt Peak            | Spacewatch                |
| 199329 -      | 2006 BH131             | 26 de gener de 2006    | Kitt Peak            | Spacewatch                |
| 199330 -      | 2006 BS131             | 26 de gener de 2006    | Kitt Peak            | Spacewatch                |
| 199331 -      | 2006 BT131             | 26 de gener de 2006    | Kitt Peak            | Spacewatch                |
| 199332 -      | 2006 BU131             | 26 de gener de 2006    | Kitt Peak            | Spacewatch                |
| 199333 -      | 2006 BZ131             | 26 de gener de 2006    | Kitt Peak            | Spacewatch                |
| 199334 -      | 2006 BS133             | 26 de gener de 2006    | Mount Lemmon         | Mount Lemmon Survey       |
| 199335 -      | 2006 BX133             | 26 de gener de 2006    | Mount Lemmon         | Mount Lemmon Survey       |
| 199336 -      | 2006 BU138             | 28 de gener de 2006    | Mount Lemmon         | Mount Lemmon Survey       |
| 199337 -      | 2006 BE147             | 31 de gener de 2006    | 7300 Observatory     | W. K. Y. Yeung            |
| 199338 -      | 2006 BM148             | 22 de gener de 2006    | Catalina             | CSS                       |
| 199339 -      | 2006 BS150             | 25 de gener de 2006    | Kitt Peak            | Spacewatch                |
| 199340 -      | 2006 BA155             | 25 de gener de 2006    | Kitt Peak            | Spacewatch                |
| 199341 -      | 2006 BM157             | 25 de gener de 2006    | Kitt Peak            | Spacewatch                |
| 199342 -      | 2006 BW157             | 25 de gener de 2006    | Kitt Peak            | Spacewatch                |
| 199343 -      | 2006 BY157             | 25 de gener de 2006    | Kitt Peak            | Spacewatch                |
| 199344 -      | 2006 BL158             | 25 de gener de 2006    | Kitt Peak            | Spacewatch                |
| 199345 -      | 2006 BS158             | 26 de gener de 2006    | Mount Lemmon         | Mount Lemmon Survey       |
| 199346 -      | 2006 BP161             | 26 de gener de 2006    | Anderson Mesa        | LONEOS                    |
| 199347 -      | 2006 BA162             | 26 de gener de 2006    | Catalina             | CSS                       |
| 199348 -      | 2006 BW162             | 26 de gener de 2006    | Mount Lemmon         | Mount Lemmon Survey       |
| 199349 -      | 2006 BB163             | 26 de gener de 2006    | Mount Lemmon         | Mount Lemmon Survey       |
| 199350 -      | 2006 BJ163             | 26 de gener de 2006    | Mount Lemmon         | Mount Lemmon Survey       |
| 199351 -      | 2006 BT165             | 26 de gener de 2006    | Mount Lemmon         | Mount Lemmon Survey       |
| 199352 -      | 2006 BD167             | 26 de gener de 2006    | Mount Lemmon         | Mount Lemmon Survey       |
| 199353 -      | 2006 BP168             | 26 de gener de 2006    | Mount Lemmon         | Mount Lemmon Survey       |
| 199354 -      | 2006 BR179             | 27 de gener de 2006    | Mount Lemmon         | Mount Lemmon Survey       |
| 199355 -      | 2006 BD180             | 27 de gener de 2006    | Mount Lemmon         | Mount Lemmon Survey       |
| 199356 -      | 2006 BW182             | 27 de gener de 2006    | Mount Lemmon         | Mount Lemmon Survey       |
| 199357 -      | 2006 BY182             | 27 de gener de 2006    | Mount Lemmon         | Mount Lemmon Survey       |
| 199358 -      | 2006 BZ182             | 27 de gener de 2006    | Mount Lemmon         | Mount Lemmon Survey       |
| 199359 -      | 2006 BG183             | 27 de gener de 2006    | Mount Lemmon         | Mount Lemmon Survey       |
| 199360 -      | 2006 BP186             | 28 de gener de 2006    | Mount Lemmon         | Mount Lemmon Survey       |
| 199361 -      | 2006 BV186             | 28 de gener de 2006    | Mount Lemmon         | Mount Lemmon Survey       |
| 199362 -      | 2006 BR188             | 28 de gener de 2006    | Kitt Peak            | Spacewatch                |
| 199363 -      | 2006 BQ189             | 28 de gener de 2006    | Kitt Peak            | Spacewatch                |
| 199364 -      | 2006 BY190             | 28 de gener de 2006    | Kitt Peak            | Spacewatch                |
| 199365 -      | 2006 BN192             | 30 de gener de 2006    | Kitt Peak            | Spacewatch                |
| 199366 -      | 2006 BP195             | 30 de gener de 2006    | Kitt Peak            | Spacewatch                |
| 199367 -      | 2006 BZ198             | 30 de gener de 2006    | Kitt Peak            | Spacewatch                |
| 199368 -      | 2006 BE201             | 31 de gener de 2006    | Mount Lemmon         | Mount Lemmon Survey       |
| 199369 -      | 2006 BY201             | 31 de gener de 2006    | Kitt Peak            | Spacewatch                |
| 199370 -      | 2006 BA203             | 31 de gener de 2006    | Kitt Peak            | Spacewatch                |
| 199371 -      | 2006 BA211             | 31 de gener de 2006    | Catalina             | CSS                       |
| 199372 -      | 2006 BZ211             | 31 de gener de 2006    | Kitt Peak            | Spacewatch                |
| 199373 -      | 2006 BT216             | 26 de gener de 2006    | Anderson Mesa        | LONEOS                    |
| 199374 -      | 2006 BW218             | 28 de gener de 2006    | Mount Lemmon         | Mount Lemmon Survey       |
| 199375 -      | 2006 BB219             | 28 de gener de 2006    | Mount Lemmon         | Mount Lemmon Survey       |
| 199376 -      | 2006 BO222             | 30 de gener de 2006    | Kitt Peak            | Spacewatch                |
| 199377 -      | 2006 BW223             | 30 de gener de 2006    | Kitt Peak            | Spacewatch                |
| 199378 -      | 2006 BA224             | 30 de gener de 2006    | Kitt Peak            | Spacewatch                |
| 199379 -      | 2006 BX226             | 30 de gener de 2006    | Kitt Peak            | Spacewatch                |
| 199380 -      | 2006 BK227             | 30 de gener de 2006    | Kitt Peak            | Spacewatch                |
| 199381 -      | 2006 BP227             | 30 de gener de 2006    | Kitt Peak            | Spacewatch                |
| 199382 -      | 2006 BH240             | 31 de gener de 2006    | Kitt Peak            | Spacewatch                |
| 199383 -      | 2006 BY247             | 31 de gener de 2006    | Kitt Peak            | Spacewatch                |
| 199384 -      | 2006 BC248             | 31 de gener de 2006    | Kitt Peak            | Spacewatch                |
| 199385 -      | 2006 BT248             | 31 de gener de 2006    | Kitt Peak            | Spacewatch                |
| 199386 -      | 2006 BV249             | 31 de gener de 2006    | Mount Lemmon         | Mount Lemmon Survey       |
| 199387 -      | 2006 BP251             | 31 de gener de 2006    | Kitt Peak            | Spacewatch                |
| 199388 -      | 2006 BA252             | 31 de gener de 2006    | Kitt Peak            | Spacewatch                |
| 199389 -      | 2006 BH254             | 31 de gener de 2006    | Kitt Peak            | Spacewatch                |
| 199390 -      | 2006 BD255             | 31 de gener de 2006    | Kitt Peak            | Spacewatch                |
| 199391 -      | 2006 BN255             | 31 de gener de 2006    | Kitt Peak            | Spacewatch                |
| 199392 -      | 2006 BB257             | 31 de gener de 2006    | Kitt Peak            | Spacewatch                |
| 199393 -      | 2006 BJ264             | 31 de gener de 2006    | Kitt Peak            | Spacewatch                |
| 199394 -      | 2006 BU264             | 31 de gener de 2006    | Kitt Peak            | Spacewatch                |
| 199395 -      | 2006 BE265             | 31 de gener de 2006    | Kitt Peak            | Spacewatch                |
| 199396 -      | 2006 BA266             | 31 de gener de 2006    | Kitt Peak            | Spacewatch                |
| 199397 -      | 2006 BD266             | 31 de gener de 2006    | Kitt Peak            | Spacewatch                |
| 199398 -      | 2006 BO266             | 31 de gener de 2006    | Kitt Peak            | Spacewatch                |
| 199399 -      | 2006 BT268             | 27 de gener de 2006    | Catalina             | CSS                       |
| 199400 -      | 2006 BZ273             | 26 de gener de 2006    | Kitt Peak            | Spacewatch                |
| 199401-199500 |                        |                        |                      |                           |
| 199401 -      | 2006 BG274             | 23 de gener de 2006    | Mount Lemmon         | Mount Lemmon Survey       |
| 199402 -      | 2006 BW274             | 23 de gener de 2006    | Mount Lemmon         | Mount Lemmon Survey       |
| 199403 -      | 2006 CM9               | 1 de febrer de 2006    | Catalina             | CSS                       |
| 199404 -      | 2006 CG14              | 1 de febrer de 2006    | Kitt Peak            | Spacewatch                |
| 199405 -      | 2006 CV17              | 1 de febrer de 2006    | Kitt Peak            | Spacewatch                |
| 199406 -      | 2006 CF19              | 1 de febrer de 2006    | Mount Lemmon         | Mount Lemmon Survey       |
| 199407 -      | 2006 CF21              | 1 de febrer de 2006    | Catalina             | CSS                       |
| 199408 -      | 2006 CC27              | 2 de febrer de 2006    | Kitt Peak            | Spacewatch                |
| 199409 -      | 2006 CW29              | 2 de febrer de 2006    | Kitt Peak            | Spacewatch                |
| 199410 -      | 2006 CY34              | 2 de febrer de 2006    | Mount Lemmon         | Mount Lemmon Survey       |
| 199411 -      | 2006 CZ38              | 2 de febrer de 2006    | Kitt Peak            | Spacewatch                |
| 199412 -      | 2006 CR41              | 2 de febrer de 2006    | Kitt Peak            | Spacewatch                |
| 199413 -      | 2006 CV42              | 2 de febrer de 2006    | Kitt Peak            | Spacewatch                |
| 199414 -      | 2006 CV43              | 2 de febrer de 2006    | Mount Lemmon         | Mount Lemmon Survey       |
| 199415 -      | 2006 CY43              | 2 de febrer de 2006    | Kitt Peak            | Spacewatch                |
| 199416 -      | 2006 CJ53              | 4 de febrer de 2006    | Kitt Peak            | Spacewatch                |
| 199417 -      | 2006 CJ57              | 4 de febrer de 2006    | Mount Lemmon         | Mount Lemmon Survey       |
| 199418 -      | 2006 CU57              | 4 de febrer de 2006    | Mount Lemmon         | Mount Lemmon Survey       |
| 199419 -      | 2006 DG                | 21 de febrer de 2006   | RAS                  | A. Lowe                   |
| 199420 -      | 2006 DQ1               | 20 de febrer de 2006   | Kitt Peak            | Spacewatch                |
| 199421 -      | 2006 DX1               | 20 de febrer de 2006   | Kitt Peak            | Spacewatch                |
| 199422 -      | 2006 DZ1               | 20 de febrer de 2006   | Kitt Peak            | Spacewatch                |
| 199423 -      | 2006 DR6               | 20 de febrer de 2006   | Mount Lemmon         | Mount Lemmon Survey       |
| 199424 -      | 2006 DA7               | 20 de febrer de 2006   | Catalina             | CSS                       |
| 199425 -      | 2006 DD8               | 20 de febrer de 2006   | Kitt Peak            | Spacewatch                |
| 199426 -      | 2006 DE8               | 20 de febrer de 2006   | Kitt Peak            | Spacewatch                |
| 199427 -      | 2006 DC12              | 20 de febrer de 2006   | Catalina             | CSS                       |
| 199428 -      | 2006 DS12              | 21 de febrer de 2006   | Catalina             | CSS                       |
| 199429 -      | 2006 DJ13              | 22 de febrer de 2006   | Catalina             | CSS                       |
| 199430 -      | 2006 DP19              | 20 de febrer de 2006   | Kitt Peak            | Spacewatch                |
| 199431 -      | 2006 DD20              | 20 de febrer de 2006   | Kitt Peak            | Spacewatch                |
| 199432 -      | 2006 DH22              | 20 de febrer de 2006   | Kitt Peak            | Spacewatch                |
| 199433 -      | 2006 DY22              | 20 de febrer de 2006   | Kitt Peak            | Spacewatch                |
| 199434 -      | 2006 DJ23              | 20 de febrer de 2006   | Kitt Peak            | Spacewatch                |
| 199435 -      | 2006 DT24              | 20 de febrer de 2006   | Kitt Peak            | Spacewatch                |
| 199436 -      | 2006 DV25              | 20 de febrer de 2006   | Kitt Peak            | Spacewatch                |
| 199437 -      | 2006 DN26              | 20 de febrer de 2006   | Mount Lemmon         | Mount Lemmon Survey       |
| 199438 -      | 2006 DR30              | 20 de febrer de 2006   | Kitt Peak            | Spacewatch                |
| 199439 -      | 2006 DN31              | 20 de febrer de 2006   | Mount Lemmon         | Mount Lemmon Survey       |
| 199440 -      | 2006 DU31              | 20 de febrer de 2006   | Mount Lemmon         | Mount Lemmon Survey       |
| 199441 -      | 2006 DY31              | 20 de febrer de 2006   | Mount Lemmon         | Mount Lemmon Survey       |
| 199442 -      | 2006 DL33              | 20 de febrer de 2006   | Kitt Peak            | Spacewatch                |
| 199443 -      | 2006 DN33              | 20 de febrer de 2006   | Kitt Peak            | Spacewatch                |
| 199444 -      | 2006 DM34              | 20 de febrer de 2006   | Kitt Peak            | Spacewatch                |
| 199445 -      | 2006 DU34              | 20 de febrer de 2006   | Mount Lemmon         | Mount Lemmon Survey       |
| 199446 -      | 2006 DM35              | 20 de febrer de 2006   | Mount Lemmon         | Mount Lemmon Survey       |
| 199447 -      | 2006 DG36              | 20 de febrer de 2006   | Mount Lemmon         | Mount Lemmon Survey       |
| 199448 -      | 2006 DQ37              | 20 de febrer de 2006   | Mount Lemmon         | Mount Lemmon Survey       |
| 199449 -      | 2006 DD38              | 21 de febrer de 2006   | Anderson Mesa        | LONEOS                    |
| 199450 -      | 2006 DF38              | 21 de febrer de 2006   | Anderson Mesa        | LONEOS                    |
| 199451 -      | 2006 DH38              | 21 de febrer de 2006   | Anderson Mesa        | LONEOS                    |
| 199452 -      | 2006 DK38              | 21 de febrer de 2006   | Anderson Mesa        | LONEOS                    |
| 199453 -      | 2006 DL39              | 21 de febrer de 2006   | Mount Lemmon         | Mount Lemmon Survey       |
| 199454 -      | 2006 DQ39              | 22 de febrer de 2006   | Catalina             | CSS                       |
| 199455 -      | 2006 DY40              | 22 de febrer de 2006   | Catalina             | CSS                       |
| 199456 -      | 2006 DF41              | 23 de febrer de 2006   | Kitt Peak            | Spacewatch                |
| 199457 -      | 2006 DN41              | 23 de febrer de 2006   | Anderson Mesa        | LONEOS                    |
| 199458 -      | 2006 DJ45              | 20 de febrer de 2006   | Mount Lemmon         | Mount Lemmon Survey       |
| 199459 -      | 2006 DT46              | 20 de febrer de 2006   | Mount Lemmon         | Mount Lemmon Survey       |
| 199460 -      | 2006 DB47              | 20 de febrer de 2006   | Mount Lemmon         | Mount Lemmon Survey       |
| 199461 -      | 2006 DP52              | 24 de febrer de 2006   | Palomar              | NEAT                      |
| 199462 -      | 2006 DZ52              | 24 de febrer de 2006   | Kitt Peak            | Spacewatch                |
| 199463 -      | 2006 DX57              | 24 de febrer de 2006   | Mount Lemmon         | Mount Lemmon Survey       |
| 199464 -      | 2006 DY57              | 24 de febrer de 2006   | Mount Lemmon         | Mount Lemmon Survey       |
| 199465 -      | 2006 DX58              | 24 de febrer de 2006   | Kitt Peak            | Spacewatch                |
| 199466 -      | 2006 DC59              | 24 de febrer de 2006   | Mount Lemmon         | Mount Lemmon Survey       |
| 199467 -      | 2006 DW59              | 24 de febrer de 2006   | Mount Lemmon         | Mount Lemmon Survey       |
| 199468 -      | 2006 DF60              | 24 de febrer de 2006   | Kitt Peak            | Spacewatch                |
| 199469 -      | 2006 DR60              | 24 de febrer de 2006   | Kitt Peak            | Spacewatch                |
| 199470 -      | 2006 DL62              | 25 de febrer de 2006   | Socorro              | LINEAR                    |
| 199471 -      | 2006 DR64              | 20 de febrer de 2006   | Catalina             | CSS                       |
| 199472 -      | 2006 DT64              | 20 de febrer de 2006   | Catalina             | CSS                       |
| 199473 -      | 2006 DW64              | 20 de febrer de 2006   | Catalina             | CSS                       |
| 199474 -      | 2006 DD66              | 21 de febrer de 2006   | Catalina             | CSS                       |
| 199475 -      | 2006 DQ66              | 22 de febrer de 2006   | Catalina             | CSS                       |
| 199476 -      | 2006 DS66              | 22 de febrer de 2006   | Socorro              | LINEAR                    |
| 199477 -      | 2006 DV66              | 22 de febrer de 2006   | Anderson Mesa        | LONEOS                    |
| 199478 -      | 2006 DE73              | 22 de febrer de 2006   | Anderson Mesa        | LONEOS                    |
| 199479 -      | 2006 DM73              | 22 de febrer de 2006   | Mount Lemmon         | Mount Lemmon Survey       |
| 199480 -      | 2006 DY73              | 23 de febrer de 2006   | Kitt Peak            | Spacewatch                |
| 199481 -      | 2006 DO74              | 24 de febrer de 2006   | Kitt Peak            | Spacewatch                |
| 199482 -      | 2006 DE76              | 24 de febrer de 2006   | Kitt Peak            | Spacewatch                |
| 199483 -      | 2006 DY76              | 24 de febrer de 2006   | Kitt Peak            | Spacewatch                |
| 199484 -      | 2006 DA77              | 24 de febrer de 2006   | Kitt Peak            | Spacewatch                |
| 199485 -      | 2006 DH79              | 24 de febrer de 2006   | Kitt Peak            | Spacewatch                |
| 199486 -      | 2006 DP79              | 24 de febrer de 2006   | Kitt Peak            | Spacewatch                |
| 199487 -      | 2006 DY81              | 24 de febrer de 2006   | Kitt Peak            | Spacewatch                |
| 199488 -      | 2006 DB83              | 24 de febrer de 2006   | Kitt Peak            | Spacewatch                |
| 199489 -      | 2006 DO83              | 24 de febrer de 2006   | Kitt Peak            | Spacewatch                |
| 199490 -      | 2006 DT84              | 24 de febrer de 2006   | Kitt Peak            | Spacewatch                |
| 199491 -      | 2006 DD85              | 24 de febrer de 2006   | Kitt Peak            | Spacewatch                |
| 199492 -      | 2006 DX87              | 24 de febrer de 2006   | Kitt Peak            | Spacewatch                |
| 199493 -      | 2006 DG89              | 24 de febrer de 2006   | Kitt Peak            | Spacewatch                |
| 199494 -      | 2006 DR91              | 24 de febrer de 2006   | Kitt Peak            | Spacewatch                |
| 199495 -      | 2006 DS92              | 24 de febrer de 2006   | Kitt Peak            | Spacewatch                |
| 199496 -      | 2006 DA94              | 24 de febrer de 2006   | Kitt Peak            | Spacewatch                |
| 199497 -      | 2006 DE94              | 24 de febrer de 2006   | Kitt Peak            | Spacewatch                |
| 199498 -      | 2006 DX95              | 24 de febrer de 2006   | Kitt Peak            | Spacewatch                |
| 199499 -      | 2006 DN96              | 24 de febrer de 2006   | Kitt Peak            | Spacewatch                |
| 199500 -      | 2006 DD103             | 25 de febrer de 2006   | Mount Lemmon         | Mount Lemmon Survey       |
| 199501-199600 |                        |                        |                      |                           |
| 199501 -      | 2006 DG104             | 25 de febrer de 2006   | Kitt Peak            | Spacewatch                |
| 199502 -      | 2006 DH110             | 25 de febrer de 2006   | Socorro              | LINEAR                    |
| 199503 -      | 2006 DZ110             | 25 de febrer de 2006   | Kitt Peak            | Spacewatch                |
| 199504 -      | 2006 DT112             | 27 de febrer de 2006   | Mount Lemmon         | Mount Lemmon Survey       |
| 199505 -      | 2006 DT115             | 27 de febrer de 2006   | Kitt Peak            | Spacewatch                |
| 199506 -      | 2006 DF117             | 27 de febrer de 2006   | Kitt Peak            | Spacewatch                |
| 199507 -      | 2006 DQ118             | 28 de febrer de 2006   | Mount Lemmon         | Mount Lemmon Survey       |
| 199508 -      | 2006 DJ122             | 23 de febrer de 2006   | Anderson Mesa        | LONEOS                    |
| 199509 -      | 2006 DV122             | 24 de febrer de 2006   | Catalina             | CSS                       |
| 199510 -      | 2006 DW122             | 24 de febrer de 2006   | Anderson Mesa        | LONEOS                    |
| 199511 -      | 2006 DH124             | 24 de febrer de 2006   | Mount Lemmon         | Mount Lemmon Survey       |
| 199512 -      | 2006 DR124             | 24 de febrer de 2006   | Kitt Peak            | Spacewatch                |
| 199513 -      | 2006 DU127             | 25 de febrer de 2006   | Mount Lemmon         | Mount Lemmon Survey       |
| 199514 -      | 2006 DW134             | 25 de febrer de 2006   | Mount Lemmon         | Mount Lemmon Survey       |
| 199515 -      | 2006 DF135             | 25 de febrer de 2006   | Mount Lemmon         | Mount Lemmon Survey       |
| 199516 -      | 2006 DM137             | 25 de febrer de 2006   | Kitt Peak            | Spacewatch                |
| 199517 -      | 2006 DJ139             | 25 de febrer de 2006   | Kitt Peak            | Spacewatch                |
| 199518 -      | 2006 DQ141             | 25 de febrer de 2006   | Kitt Peak            | Spacewatch                |
| 199519 -      | 2006 DH143             | 25 de febrer de 2006   | Mount Lemmon         | Mount Lemmon Survey       |
| 199520 -      | 2006 DT143             | 25 de febrer de 2006   | Mount Lemmon         | Mount Lemmon Survey       |
| 199521 -      | 2006 DX143             | 25 de febrer de 2006   | Mount Lemmon         | Mount Lemmon Survey       |
| 199522 -      | 2006 DX147             | 25 de febrer de 2006   | Kitt Peak            | Spacewatch                |
| 199523 -      | 2006 DM150             | 25 de febrer de 2006   | Kitt Peak            | Spacewatch                |
| 199524 -      | 2006 DV152             | 25 de febrer de 2006   | Kitt Peak            | Spacewatch                |
| 199525 -      | 2006 DJ156             | 27 de febrer de 2006   | Kitt Peak            | Spacewatch                |
| 199526 -      | 2006 DC164             | 27 de febrer de 2006   | Mount Lemmon         | Mount Lemmon Survey       |
| 199527 -      | 2006 DT179             | 27 de febrer de 2006   | Mount Lemmon         | Mount Lemmon Survey       |
| 199528 -      | 2006 DF188             | 27 de febrer de 2006   | Kitt Peak            | Spacewatch                |
| 199529 -      | 2006 DB189             | 27 de febrer de 2006   | Kitt Peak            | Spacewatch                |
| 199530 -      | 2006 DJ190             | 27 de febrer de 2006   | Kitt Peak            | Spacewatch                |
| 199531 -      | 2006 DV191             | 27 de febrer de 2006   | Kitt Peak            | Spacewatch                |
| 199532 -      | 2006 DX196             | 24 de febrer de 2006   | Catalina             | CSS                       |
| 199533 -      | 2006 DN197             | 24 de febrer de 2006   | Catalina             | CSS                       |
| 199534 -      | 2006 DM198             | 27 de febrer de 2006   | Mount Lemmon         | Mount Lemmon Survey       |
| 199535 -      | 2006 DU199             | 24 de febrer de 2006   | Catalina             | CSS                       |
| 199536 -      | 2006 DT201             | 20 de febrer de 2006   | Catalina             | CSS                       |
| 199537 -      | 2006 DY201             | 20 de febrer de 2006   | Socorro              | LINEAR                    |
| 199538 -      | 2006 DE203             | 22 de febrer de 2006   | Anderson Mesa        | LONEOS                    |
| 199539 -      | 2006 DN203             | 22 de febrer de 2006   | Catalina             | CSS                       |
| 199540 -      | 2006 DD206             | 25 de febrer de 2006   | Mount Lemmon         | Mount Lemmon Survey       |
| 199541 -      | 2006 DV206             | 25 de febrer de 2006   | Mount Lemmon         | Mount Lemmon Survey       |
| 199542 -      | 2006 DM208             | 25 de febrer de 2006   | Kitt Peak            | Spacewatch                |
| 199543 -      | 2006 DL210             | 20 de febrer de 2006   | Kitt Peak            | Spacewatch                |
| 199544 -      | 2006 DG212             | 25 de febrer de 2006   | Mount Lemmon         | Mount Lemmon Survey       |
| 199545 -      | 2006 DB215             | 25 de febrer de 2006   | Mount Lemmon         | Mount Lemmon Survey       |
| 199546 -      | 2006 DT216             | 21 de febrer de 2006   | Mount Lemmon         | Mount Lemmon Survey       |
| 199547 -      | 2006 ET7               | 2 de març de 2006      | Kitt Peak            | Spacewatch                |
| 199548 -      | 2006 EN10              | 2 de març de 2006      | Kitt Peak            | Spacewatch                |
| 199549 -      | 2006 EQ11              | 2 de març de 2006      | Kitt Peak            | Spacewatch                |
| 199550 -      | 2006 EE15              | 2 de març de 2006      | Kitt Peak            | Spacewatch                |
| 199551 -      | 2006 EE17              | 2 de març de 2006      | Mount Lemmon         | Mount Lemmon Survey       |
| 199552 -      | 2006 EC18              | 2 de març de 2006      | Mount Lemmon         | Mount Lemmon Survey       |
| 199553 -      | 2006 EU18              | 2 de març de 2006      | Kitt Peak            | Spacewatch                |
| 199554 -      | 2006 EA20              | 2 de març de 2006      | Kitt Peak            | Spacewatch                |
| 199555 -      | 2006 EV24              | 3 de març de 2006      | Kitt Peak            | Spacewatch                |
| 199556 -      | 2006 EF27              | 3 de març de 2006      | Socorro              | LINEAR                    |
| 199557 -      | 2006 EQ34              | 3 de març de 2006      | Kitt Peak            | Spacewatch                |
| 199558 -      | 2006 EV34              | 3 de març de 2006      | Kitt Peak            | Spacewatch                |
| 199559 -      | 2006 EZ34              | 3 de març de 2006      | Kitt Peak            | Spacewatch                |
| 199560 -      | 2006 EB40              | 4 de març de 2006      | Kitt Peak            | Spacewatch                |
| 199561 -      | 2006 EO40              | 4 de març de 2006      | Kitt Peak            | Spacewatch                |
| 199562 -      | 2006 EO41              | 4 de març de 2006      | Catalina             | CSS                       |
| 199563 -      | 2006 EP41              | 4 de març de 2006      | Catalina             | CSS                       |
| 199564 -      | 2006 ES41              | 4 de març de 2006      | Catalina             | CSS                       |
| 199565 -      | 2006 EH43              | 5 de març de 2006      | Kitt Peak            | Spacewatch                |
| 199566 -      | 2006 EG47              | 4 de març de 2006      | Kitt Peak            | Spacewatch                |
| 199567 -      | 2006 EA48              | 4 de març de 2006      | Kitt Peak            | Spacewatch                |
| 199568 -      | 2006 EF48              | 4 de març de 2006      | Kitt Peak            | Spacewatch                |
| 199569 -      | 2006 ED57              | 5 de març de 2006      | Kitt Peak            | Spacewatch                |
| 199570 -      | 2006 EA58              | 5 de març de 2006      | Kitt Peak            | Spacewatch                |
| 199571 -      | 2006 EK62              | 5 de març de 2006      | Kitt Peak            | Spacewatch                |
| 199572 -      | 2006 EN65              | 5 de març de 2006      | Kitt Peak            | Spacewatch                |
| 199573 -      | 2006 EE67              | 8 de març de 2006      | Kitt Peak            | Spacewatch                |
| 199574 -      | 2006 EX67              | 2 de març de 2006      | Kitt Peak            | M. W. Buie                |
| 199575 -      | 2006 EU72              | 5 de març de 2006      | Kitt Peak            | Spacewatch                |
| 199576 -      | 2006 EZ72              | 3 de març de 2006      | Kitt Peak            | Spacewatch                |
| 199577 -      | 2006 FH1               | 21 de març de 2006     | Mount Lemmon         | Mount Lemmon Survey       |
| 199578 -      | 2006 FQ2               | 23 de març de 2006     | Kitt Peak            | Spacewatch                |
| 199579 -      | 2006 FV2               | 23 de març de 2006     | Kitt Peak            | Spacewatch                |
| 199580 -      | 2006 FD3               | 23 de març de 2006     | Kitt Peak            | Spacewatch                |
| 199581 -      | 2006 FM8               | 23 de març de 2006     | Mount Lemmon         | Mount Lemmon Survey       |
| 199582 -      | 2006 FT8               | 23 de març de 2006     | Mount Lemmon         | Mount Lemmon Survey       |
| 199583 -      | 2006 FO10              | 21 de març de 2006     | Socorro              | LINEAR                    |
| 199584 -      | 2006 FS12              | 23 de març de 2006     | Kitt Peak            | Spacewatch                |
| 199585 -      | 2006 FP13              | 23 de març de 2006     | Kitt Peak            | Spacewatch                |
| 199586 -      | 2006 FH14              | 23 de març de 2006     | Kitt Peak            | Spacewatch                |
| 199587 -      | 2006 FD16              | 23 de març de 2006     | Mount Lemmon         | Mount Lemmon Survey       |
| 199588 -      | 2006 FO16              | 23 de març de 2006     | Mount Lemmon         | Mount Lemmon Survey       |
| 199589 -      | 2006 FV17              | 23 de març de 2006     | Kitt Peak            | Spacewatch                |
| 199590 -      | 2006 FC18              | 23 de març de 2006     | Kitt Peak            | Spacewatch                |
| 199591 -      | 2006 FJ19              | 23 de març de 2006     | Mount Lemmon         | Mount Lemmon Survey       |
| 199592 -      | 2006 FU19              | 23 de març de 2006     | Mount Lemmon         | Mount Lemmon Survey       |
| 199593 -      | 2006 FB20              | 23 de març de 2006     | Mount Lemmon         | Mount Lemmon Survey       |
| 199594 -      | 2006 FC20              | 23 de març de 2006     | Mount Lemmon         | Mount Lemmon Survey       |
| 199595 -      | 2006 FH20              | 23 de març de 2006     | Mount Lemmon         | Mount Lemmon Survey       |
| 199596 -      | 2006 FD23              | 24 de març de 2006     | Mount Lemmon         | Mount Lemmon Survey       |
| 199597 -      | 2006 FK23              | 24 de març de 2006     | Kitt Peak            | Spacewatch                |
| 199598 -      | 2006 FV23              | 24 de març de 2006     | Kitt Peak            | Spacewatch                |
| 199599 -      | 2006 FX23              | 24 de març de 2006     | Kitt Peak            | Spacewatch                |
| 199600 -      | 2006 FS24              | 24 de març de 2006     | Kitt Peak            | Spacewatch                |
| 199601-199700 |                        |                        |                      |                           |
| 199601 -      | 2006 FU24              | 24 de març de 2006     | Kitt Peak            | Spacewatch                |
| 199602 -      | 2006 FH25              | 24 de març de 2006     | Kitt Peak            | Spacewatch                |
| 199603 -      | 2006 FN25              | 24 de març de 2006     | Kitt Peak            | Spacewatch                |
| 199604 -      | 2006 FN26              | 24 de març de 2006     | Socorro              | LINEAR                    |
| 199605 -      | 2006 FG34              | 24 de març de 2006     | Catalina             | CSS                       |
| 199606 -      | 2006 FL34              | 24 de març de 2006     | Mount Lemmon         | Mount Lemmon Survey       |
| 199607 -      | 2006 FP34              | 25 de març de 2006     | Palomar              | NEAT                      |
| 199608 -      | 2006 FK35              | 24 de març de 2006     | Kitt Peak            | Spacewatch                |
| 199609 -      | 2006 FR36              | 21 de març de 2006     | Socorro              | LINEAR                    |
| 199610 -      | 2006 FJ37              | 24 de març de 2006     | Catalina             | CSS                       |
| 199611 -      | 2006 FS38              | 23 de març de 2006     | Kitt Peak            | Spacewatch                |
| 199612 -      | 2006 FE39              | 23 de març de 2006     | Catalina             | CSS                       |
| 199613 -      | 2006 FN40              | 25 de març de 2006     | Kitt Peak            | Spacewatch                |
| 199614 -      | 2006 FQ40              | 26 de març de 2006     | Kitt Peak            | Spacewatch                |
| 199615 -      | 2006 FD41              | 26 de març de 2006     | Mount Lemmon         | Mount Lemmon Survey       |
| 199616 -      | 2006 FX41              | 26 de març de 2006     | Mount Lemmon         | Mount Lemmon Survey       |
| 199617 -      | 2006 FR42              | 26 de març de 2006     | Mount Lemmon         | Mount Lemmon Survey       |
| 199618 -      | 2006 FG43              | 29 de març de 2006     | Socorro              | LINEAR                    |
| 199619 -      | 2006 FT43              | 23 de març de 2006     | Catalina             | CSS                       |
| 199620 -      | 2006 FN44              | 23 de març de 2006     | Kitt Peak            | Spacewatch                |
| 199621 -      | 2006 FL45              | 24 de març de 2006     | Socorro              | LINEAR                    |
| 199622 -      | 2006 FR45              | 24 de març de 2006     | Anderson Mesa        | LONEOS                    |
| 199623 -      | 2006 FV45              | 25 de març de 2006     | Jarnac               | Jarnac                    |
| 199624 -      | 2006 FD46              | 25 de març de 2006     | Mount Lemmon         | Mount Lemmon Survey       |
| 199625 -      | 2006 FH47              | 23 de març de 2006     | Catalina             | CSS                       |
| 199626 -      | 2006 FV49              | 26 de març de 2006     | Anderson Mesa        | LONEOS                    |
| 199627 -      | 2006 FV52              | 25 de març de 2006     | Kitt Peak            | Spacewatch                |
| 199628 -      | 2006 FA53              | 23 de març de 2006     | Kitt Peak            | Spacewatch                |
| 199629 -      | 2006 FB53              | 23 de març de 2006     | Kitt Peak            | Spacewatch                |
| 199630 -      | 2006 GS                | 2 d'abril de 2006      | Piszkéstető          | K. Sárneczky              |
| 199631 -      | 2006 GX                | 2 d'abril de 2006      | Vallemare di Borbona | V. S. Casulli             |
| 199632 -      | 2006 GX1               | 2 d'abril de 2006      | Piszkéstető          | K. Sárneczky              |
| 199633 -      | 2006 GF3               | 7 d'abril de 2006      | Ottmarsheim          | C. Rinner                 |
| 199634 -      | 2006 GA4               | 2 d'abril de 2006      | Kitt Peak            | Spacewatch                |
| 199635 -      | 2006 GW4               | 2 d'abril de 2006      | Kitt Peak            | Spacewatch                |
| 199636 -      | 2006 GU5               | 2 d'abril de 2006      | Kitt Peak            | Spacewatch                |
| 199637 -      | 2006 GY5               | 2 d'abril de 2006      | Kitt Peak            | Spacewatch                |
| 199638 -      | 2006 GH9               | 2 d'abril de 2006      | Kitt Peak            | Spacewatch                |
| 199639 -      | 2006 GF11              | 2 d'abril de 2006      | Kitt Peak            | Spacewatch                |
| 199640 -      | 2006 GC12              | 2 d'abril de 2006      | Kitt Peak            | Spacewatch                |
| 199641 -      | 2006 GR12              | 2 d'abril de 2006      | Kitt Peak            | Spacewatch                |
| 199642 -      | 2006 GF17              | 2 d'abril de 2006      | Kitt Peak            | Spacewatch                |
| 199643 -      | 2006 GO17              | 2 d'abril de 2006      | Kitt Peak            | Spacewatch                |
| 199644 -      | 2006 GB18              | 2 d'abril de 2006      | Kitt Peak            | Spacewatch                |
| 199645 -      | 2006 GD18              | 2 d'abril de 2006      | Kitt Peak            | Spacewatch                |
| 199646 -      | 2006 GC21              | 2 d'abril de 2006      | Kitt Peak            | Spacewatch                |
| 199647 -      | 2006 GR21              | 2 d'abril de 2006      | Mount Lemmon         | Mount Lemmon Survey       |
| 199648 -      | 2006 GT22              | 2 d'abril de 2006      | Kitt Peak            | Spacewatch                |
| 199649 -      | 2006 GM23              | 2 d'abril de 2006      | Kitt Peak            | Spacewatch                |
| 199650 -      | 2006 GK30              | 2 d'abril de 2006      | Mount Lemmon         | Mount Lemmon Survey       |
| 199651 -      | 2006 GV31              | 6 d'abril de 2006      | Bergisch Gladbach    | W. Bickel                 |
| 199652 -      | 2006 GW32              | 7 d'abril de 2006      | Mount Lemmon         | Mount Lemmon Survey       |
| 199653 -      | 2006 GF37              | 8 d'abril de 2006      | Mount Lemmon         | Mount Lemmon Survey       |
| 199654 -      | 2006 GL38              | 2 d'abril de 2006      | Anderson Mesa        | LONEOS                    |
| 199655 -      | 2006 GC39              | 12 d'abril de 2006     | Palomar              | NEAT                      |
| 199656 -      | 2006 GC42              | 8 d'abril de 2006      | Siding Spring        | SSS                       |
| 199657 -      | 2006 GP42              | 7 d'abril de 2006      | Catalina             | CSS                       |
| 199658 -      | 2006 GD43              | 2 d'abril de 2006      | Kitt Peak            | Spacewatch                |
| 199659 -      | 2006 GD44              | 2 d'abril de 2006      | Kitt Peak            | Spacewatch                |
| 199660 -      | 2006 GR45              | 8 d'abril de 2006      | Mount Lemmon         | Mount Lemmon Survey       |
| 199661 -      | 2006 GV46              | 9 d'abril de 2006      | Kitt Peak            | Spacewatch                |
| 199662 -      | 2006 GB47              | 9 d'abril de 2006      | Kitt Peak            | Spacewatch                |
| 199663 -      | 2006 GG47              | 9 d'abril de 2006      | Kitt Peak            | Spacewatch                |
| 199664 -      | 2006 GX47              | 9 d'abril de 2006      | Kitt Peak            | Spacewatch                |
| 199665 -      | 2006 GX48              | 9 d'abril de 2006      | Kitt Peak            | Spacewatch                |
| 199666 -      | 2006 GA49              | 9 d'abril de 2006      | Kitt Peak            | Spacewatch                |
| 199667 -      | 2006 GF50              | 8 d'abril de 2006      | Siding Spring        | SSS                       |
| 199668 -      | 2006 GH50              | 9 d'abril de 2006      | Catalina             | CSS                       |
| 199669 -      | 2006 GM52              | 7 d'abril de 2006      | Catalina             | CSS                       |
| 199670 -      | 2006 GM54              | 2 d'abril de 2006      | Kitt Peak            | Spacewatch                |
| 199671 -      | 2006 HV                | 18 d'abril de 2006     | Kitt Peak            | Spacewatch                |
| 199672 -      | 2006 HV2               | 18 d'abril de 2006     | Kitt Peak            | Spacewatch                |
| 199673 -      | 2006 HH3               | 18 d'abril de 2006     | Kitt Peak            | Spacewatch                |
| 199674 -      | 2006 HX3               | 18 d'abril de 2006     | Kitt Peak            | Spacewatch                |
| 199675 -      | 2006 HE4               | 19 d'abril de 2006     | Mount Lemmon         | Mount Lemmon Survey       |
| 199676 -      | 2006 HC5               | 19 d'abril de 2006     | Palomar              | NEAT                      |
| 199677 -      | 2006 HH6               | 20 d'abril de 2006     | Vallemare di Borbona | V. S. Casulli             |
| 199678 -      | 2006 HA8               | 18 d'abril de 2006     | Kitt Peak            | Spacewatch                |
| 199679 -      | 2006 HN8               | 19 d'abril de 2006     | Kitt Peak            | Spacewatch                |
| 199680 -      | 2006 HT8               | 19 d'abril de 2006     | Kitt Peak            | Spacewatch                |
| 199681 -      | 2006 HQ12              | 19 d'abril de 2006     | Mount Lemmon         | Mount Lemmon Survey       |
| 199682 -      | 2006 HV13              | 19 d'abril de 2006     | Palomar              | NEAT                      |
| 199683 -      | 2006 HL15              | 19 d'abril de 2006     | Palomar              | NEAT                      |
| 199684 -      | 2006 HY16              | 20 d'abril de 2006     | Junk Bond            | D. Healy                  |
| 199685 -      | 2006 HJ17              | 19 d'abril de 2006     | Palomar              | NEAT                      |
| 199686 -      | 2006 HK17              | 21 d'abril de 2006     | RAS                  | A. Lowe                   |
| 199687 -      | 2006 HA18              | 21 d'abril de 2006     | Piszkéstető          | K. Sárneczky              |
| 199688 -      | 2006 HK18              | 21 d'abril de 2006     | Piszkéstető          | Piszkéstető               |
| 199689 -      | 2006 HA22              | 20 d'abril de 2006     | Kitt Peak            | Spacewatch                |
| 199690 -      | 2006 HG22              | 20 d'abril de 2006     | Kitt Peak            | Spacewatch                |
| 199691 -      | 2006 HO23              | 20 d'abril de 2006     | Kitt Peak            | Spacewatch                |
| 199692 -      | 2006 HT23              | 20 d'abril de 2006     | Kitt Peak            | Spacewatch                |
| 199693 -      | 2006 HB24              | 20 d'abril de 2006     | Kitt Peak            | Spacewatch                |
| 199694 -      | 2006 HE28              | 20 d'abril de 2006     | Kitt Peak            | Spacewatch                |
| 199695 -      | 2006 HB30              | 19 d'abril de 2006     | Catalina             | CSS                       |
| 199696 -      | 2006 HD31              | 25 d'abril de 2006     | Piszkéstető          | K. Sárneczky, S. Mészáros |
| 199697 -      | 2006 HC33              | 19 d'abril de 2006     | Palomar              | NEAT                      |
| 199698 -      | 2006 HG35              | 19 d'abril de 2006     | Mount Lemmon         | Mount Lemmon Survey       |
| 199699 -      | 2006 HC40              | 21 d'abril de 2006     | Kitt Peak            | Spacewatch                |
| 199700 -      | 2006 HF40              | 21 d'abril de 2006     | Kitt Peak            | Spacewatch                |
| 199701-199800 |                        |                        |                      |                           |
| 199701 -      | 2006 HV40              | 21 d'abril de 2006     | Kitt Peak            | Spacewatch                |
| 199702 -      | 2006 HB41              | 21 d'abril de 2006     | Kitt Peak            | Spacewatch                |
| 199703 -      | 2006 HR42              | 24 d'abril de 2006     | Anderson Mesa        | LONEOS                    |
| 199704 -      | 2006 HF43              | 24 d'abril de 2006     | Mount Lemmon         | Mount Lemmon Survey       |
| 199705 -      | 2006 HR45              | 25 d'abril de 2006     | Kitt Peak            | Spacewatch                |
| 199706 -      | 2006 HW45              | 25 d'abril de 2006     | Kitt Peak            | Spacewatch                |
| 199707 -      | 2006 HU46              | 20 d'abril de 2006     | Kitt Peak            | Spacewatch                |
| 199708 -      | 2006 HD56              | 25 d'abril de 2006     | Kitt Peak            | Spacewatch                |
| 199709 -      | 2006 HU56              | 19 d'abril de 2006     | Palomar              | NEAT                      |
| 199710 -      | 2006 HL58              | 30 d'abril de 2006     | Kanab                | E. E. Sheridan            |
| 199711 -      | 2006 HR59              | 24 d'abril de 2006     | Socorro              | LINEAR                    |
| 199712 -      | 2006 HY60              | 28 d'abril de 2006     | Socorro              | LINEAR                    |
| 199713 -      | 2006 HD65              | 24 d'abril de 2006     | Kitt Peak            | Spacewatch                |
| 199714 -      | 2006 HK68              | 24 d'abril de 2006     | Mount Lemmon         | Mount Lemmon Survey       |
| 199715 -      | 2006 HJ78              | 26 d'abril de 2006     | Kitt Peak            | Spacewatch                |
| 199716 -      | 2006 HS79              | 26 d'abril de 2006     | Kitt Peak            | Spacewatch                |
| 199717 -      | 2006 HZ81              | 26 d'abril de 2006     | Kitt Peak            | Spacewatch                |
| 199718 -      | 2006 HE83              | 26 d'abril de 2006     | Kitt Peak            | Spacewatch                |
| 199719 -      | 2006 HV83              | 26 d'abril de 2006     | Kitt Peak            | Spacewatch                |
| 199720 -      | 2006 HV84              | 26 d'abril de 2006     | Kitt Peak            | Spacewatch                |
| 199721 -      | 2006 HX84              | 26 d'abril de 2006     | Kitt Peak            | Spacewatch                |
| 199722 -      | 2006 HS85              | 27 d'abril de 2006     | Kitt Peak            | Spacewatch                |
| 199723 -      | 2006 HR86              | 27 d'abril de 2006     | Socorro              | LINEAR                    |
| 199724 -      | 2006 HE87              | 30 d'abril de 2006     | Kitt Peak            | Spacewatch                |
| 199725 -      | 2006 HO87              | 30 d'abril de 2006     | Kitt Peak            | Spacewatch                |
| 199726 -      | 2006 HR87              | 30 d'abril de 2006     | Kitt Peak            | Spacewatch                |
| 199727 -      | 2006 HJ88              | 30 d'abril de 2006     | Kitt Peak            | Spacewatch                |
| 199728 -      | 2006 HF95              | 30 d'abril de 2006     | Kitt Peak            | Spacewatch                |
| 199729 -      | 2006 HO101             | 30 d'abril de 2006     | Kitt Peak            | Spacewatch                |
| 199730 -      | 2006 HX104             | 19 d'abril de 2006     | Catalina             | CSS                       |
| 199731 -      | 2006 HO107             | 30 d'abril de 2006     | Kitt Peak            | Spacewatch                |
| 199732 -      | 2006 HR109             | 30 d'abril de 2006     | Catalina             | CSS                       |
| 199733 -      | 2006 HY109             | 21 d'abril de 2006     | Palomar              | NEAT                      |
| 199734 -      | 2006 HK110             | 26 d'abril de 2006     | Siding Spring        | SSS                       |
| 199735 -      | 2006 HF111             | 24 d'abril de 2006     | Anderson Mesa        | LONEOS                    |
| 199736 -      | 2006 HA112             | 30 d'abril de 2006     | Catalina             | CSS                       |
| 199737 -      | 2006 HX113             | 25 d'abril de 2006     | Mount Lemmon         | Mount Lemmon Survey       |
| 199738 -      | 2006 HG115             | 26 d'abril de 2006     | Kitt Peak            | Spacewatch                |
| 199739 -      | 2006 HU123             | 24 d'abril de 2006     | Kitt Peak            | Spacewatch                |
| 199740 -      | 2006 HX151             | 19 d'abril de 2006     | Mount Lemmon         | Mount Lemmon Survey       |
| 199741 -      | 2006 HC152             | 26 d'abril de 2006     | Cerro Tololo         | M. W. Buie                |
| 199742 -      | 2006 JD                | 1 de maig de 2006      | Wrightwood           | J. W. Young               |
| 199743 -      | 2006 JS2               | 2 de maig de 2006      | Mount Lemmon         | Mount Lemmon Survey       |
| 199744 -      | 2006 JP8               | 1 de maig de 2006      | Kitt Peak            | Spacewatch                |
| 199745 -      | 2006 JF9               | 1 de maig de 2006      | Kitt Peak            | Spacewatch                |
| 199746 -      | 2006 JZ11              | 1 de maig de 2006      | Kitt Peak            | Spacewatch                |
| 199747 -      | 2006 JX13              | 3 de maig de 2006      | Kitt Peak            | Spacewatch                |
| 199748 -      | 2006 JD14              | 4 de maig de 2006      | Mount Lemmon         | Mount Lemmon Survey       |
| 199749 -      | 2006 JH14              | 4 de maig de 2006      | Mount Lemmon         | Mount Lemmon Survey       |
| 199750 -      | 2006 JO25              | 5 de maig de 2006      | Mount Lemmon         | Mount Lemmon Survey       |
| 199751 -      | 2006 JL27              | 1 de maig de 2006      | Socorro              | LINEAR                    |
| 199752 -      | 2006 JS28              | 3 de maig de 2006      | Kitt Peak            | Spacewatch                |
| 199753 -      | 2006 JD36              | 4 de maig de 2006      | Kitt Peak            | Spacewatch                |
| 199754 -      | 2006 JJ38              | 6 de maig de 2006      | Mount Lemmon         | Mount Lemmon Survey       |
| 199755 -      | 2006 JD39              | 6 de maig de 2006      | Mount Lemmon         | Mount Lemmon Survey       |
| 199756 -      | 2006 JN40              | 7 de maig de 2006      | Kitt Peak            | Spacewatch                |
| 199757 -      | 2006 JB45              | 7 de maig de 2006      | Mount Lemmon         | Mount Lemmon Survey       |
| 199758 -      | 2006 JU46              | 1 de maig de 2006      | Socorro              | LINEAR                    |
| 199759 -      | 2006 JH48              | 5 de maig de 2006      | Anderson Mesa        | LONEOS                    |
| 199760 -      | 2006 JB50              | 2 de maig de 2006      | Mount Lemmon         | Mount Lemmon Survey       |
| 199761 -      | 2006 JT50              | 2 de maig de 2006      | Mount Lemmon         | Mount Lemmon Survey       |
| 199762 -      | 2006 JC56              | 1 de maig de 2006      | Socorro              | LINEAR                    |
| 199763 -      | 2006 JJ77              | 1 de maig de 2006      | Mauna Kea            | P. A. Wiegert             |
| 199764 -      | 2006 KN1               | 20 de maig de 2006     | Reedy Creek          | J. Broughton              |
| 199765 -      | 2006 KT3               | 19 de maig de 2006     | Mount Lemmon         | Mount Lemmon Survey       |
| 199766 -      | 2006 KJ4               | 19 de maig de 2006     | Mount Lemmon         | Mount Lemmon Survey       |
| 199767 -      | 2006 KW12              | 20 de maig de 2006     | Kitt Peak            | Spacewatch                |
| 199768 -      | 2006 KN16              | 21 de maig de 2006     | Mount Lemmon         | Mount Lemmon Survey       |
| 199769 -      | 2006 KA22              | 19 de maig de 2006     | Catalina             | CSS                       |
| 199770 -      | 2006 KB23              | 20 de maig de 2006     | Anderson Mesa        | LONEOS                    |
| 199771 -      | 2006 KQ23              | 16 de maig de 2006     | Siding Spring        | SSS                       |
| 199772 -      | 2006 KY23              | 19 de maig de 2006     | Anderson Mesa        | LONEOS                    |
| 199773 -      | 2006 KB28              | 20 de maig de 2006     | Kitt Peak            | Spacewatch                |
| 199774 -      | 2006 KK30              | 20 de maig de 2006     | Kitt Peak            | Spacewatch                |
| 199775 -      | 2006 KL31              | 20 de maig de 2006     | Kitt Peak            | Spacewatch                |
| 199776 -      | 2006 KF36              | 20 de maig de 2006     | Kitt Peak            | Spacewatch                |
| 199777 -      | 2006 KL53              | 21 de maig de 2006     | Kitt Peak            | Spacewatch                |
| 199778 -      | 2006 KW60              | 22 de maig de 2006     | Kitt Peak            | Spacewatch                |
| 199779 -      | 2006 KV72              | 23 de maig de 2006     | Kitt Peak            | Spacewatch                |
| 199780 -      | 2006 KY75              | 24 de maig de 2006     | Palomar              | NEAT                      |
| 199781 -      | 2006 KJ80              | 25 de maig de 2006     | Mount Lemmon         | Mount Lemmon Survey       |
| 199782 -      | 2006 KZ89              | 22 de maig de 2006     | Siding Spring        | SSS                       |
| 199783 -      | 2006 KG98              | 26 de maig de 2006     | Kitt Peak            | Spacewatch                |
| 199784 -      | 2006 KL105             | 30 de maig de 2006     | Mount Lemmon         | Mount Lemmon Survey       |
| 199785 -      | 2006 KK110             | 31 de maig de 2006     | Mount Lemmon         | Mount Lemmon Survey       |
| 199786 -      | 2006 KQ115             | 29 de maig de 2006     | Kitt Peak            | Spacewatch                |
| 199787 -      | 2006 LG3               | 15 de juny de 2006     | Kitt Peak            | Spacewatch                |
| 199788 -      | 2006 LU3               | 15 de juny de 2006     | Kitt Peak            | Spacewatch                |
| 199789 -      | 2006 MV5               | 17 de juny de 2006     | Kitt Peak            | Spacewatch                |
| 199790 -      | 2006 MN7               | 18 de juny de 2006     | Kitt Peak            | Spacewatch                |
| 199791 -      | 2006 MN9               | 19 de juny de 2006     | Kitt Peak            | Spacewatch                |
| 199792 -      | 2006 PJ1               | 6 d'agost de 2006      | Lulin Observatory    | C.-S. Lin, Q.-z. Ye       |
| 199793 -      | 2006 PK14              | 15 d'agost de 2006     | Palomar              | NEAT                      |
| 199794 -      | 2006 QF105             | 28 d'agost de 2006     | Catalina             | CSS                       |
| 199795 -      | 2006 UB198             | 20 d'octubre de 2006   | Kitt Peak            | Spacewatch                |
| 199796 -      | 2006 UN217             | 28 d'octubre de 2006   | Mount Lemmon         | Mount Lemmon Survey       |
| 199797 -      | 2006 UY240             | 23 d'octubre de 2006   | Mount Lemmon         | Mount Lemmon Survey       |
| 199798 -      | 2006 UF256             | 27 d'octubre de 2006   | Mount Lemmon         | Mount Lemmon Survey       |
| 199799 -      | 2006 WY200             | 22 de novembre de 2006 | Mount Lemmon         | Mount Lemmon Survey       |
| 199800 -      | 2006 YF11              | 21 de desembre de 2006 | Palomar              | NEAT                      |
| 199801-199900 |                        |                        |                      |                           |
| 199801 -      | 2007 AE12              | 10 de gener de 2007    | Mount Lemmon         | Mount Lemmon Survey       |
| 199802 -      | 2007 BA18              | 17 de gener de 2007    | Kitt Peak            | Spacewatch                |
| 199803 -      | 2007 BJ66              | 27 de gener de 2007    | Mount Lemmon         | Mount Lemmon Survey       |
| 199804 -      | 2007 BD70              | 27 de gener de 2007    | Mount Lemmon         | Mount Lemmon Survey       |
| 199805 -      | 2007 BE70              | 27 de gener de 2007    | Mount Lemmon         | Mount Lemmon Survey       |
| 199806 -      | 2007 CA                | 5 de febrer de 2007    | Palomar              | NEAT                      |
| 199807 -      | 2007 CY51              | 9 de febrer de 2007    | Kitt Peak            | Spacewatch                |
| 199808 -      | 2007 CA57              | 15 de febrer de 2007   | Palomar              | NEAT                      |
| 199809 -      | 2007 CE61              | 14 de febrer de 2007   | Črni Vrh             | Črni Vrh                  |
| 199810 -      | 2007 DO8               | 21 de febrer de 2007   | Catalina             | CSS                       |
| 199811 -      | 2007 DD13              | 16 de febrer de 2007   | Palomar              | NEAT                      |
| 199812 -      | 2007 DE17              | 17 de febrer de 2007   | Kitt Peak            | Spacewatch                |
| 199813 -      | 2007 DN28              | 17 de febrer de 2007   | Kitt Peak            | Spacewatch                |
| 199814 -      | 2007 DD33              | 17 de febrer de 2007   | Kitt Peak            | Spacewatch                |
| 199815 -      | 2007 DL34              | 17 de febrer de 2007   | Kitt Peak            | Spacewatch                |
| 199816 -      | 2007 DR36              | 17 de febrer de 2007   | Kitt Peak            | Spacewatch                |
| 199817 -      | 2007 DY49              | 16 de febrer de 2007   | Catalina             | CSS                       |
| 199818 -      | 2007 DG53              | 19 de febrer de 2007   | Mount Lemmon         | Mount Lemmon Survey       |
| 199819 -      | 2007 DU53              | 19 de febrer de 2007   | Mount Lemmon         | Mount Lemmon Survey       |
| 199820 -      | 2007 DF71              | 21 de febrer de 2007   | Kitt Peak            | Spacewatch                |
| 199821 -      | 2007 DA83              | 23 de febrer de 2007   | Catalina             | CSS                       |
| 199822 -      | 2007 DJ85              | 21 de febrer de 2007   | Socorro              | LINEAR                    |
| 199823 -      | 2007 DL97              | 23 de febrer de 2007   | Kitt Peak            | Spacewatch                |
| 199824 -      | 2007 DO97              | 23 de febrer de 2007   | Kitt Peak            | Spacewatch                |
| 199825 -      | 2007 DX97              | 23 de febrer de 2007   | Kitt Peak            | Spacewatch                |
| 199826 -      | 2007 DB105             | 23 de febrer de 2007   | Mount Lemmon         | Mount Lemmon Survey       |
| 199827 -      | 2007 DE105             | 23 de febrer de 2007   | Mount Lemmon         | Mount Lemmon Survey       |
| 199828 -      | 2007 DK105             | 27 de febrer de 2007   | Kitt Peak            | Spacewatch                |
| 199829 -      | 2007 DL112             | 25 de febrer de 2007   | Mount Lemmon         | Mount Lemmon Survey       |
| 199830 -      | 2007 EH8               | 9 de març de 2007      | Palomar              | NEAT                      |
| 199831 -      | 2007 EA15              | 9 de març de 2007      | Mount Lemmon         | Mount Lemmon Survey       |
| 199832 -      | 2007 EX20              | 10 de març de 2007     | Kitt Peak            | Spacewatch                |
| 199833 -      | 2007 EP23              | 10 de març de 2007     | Mount Lemmon         | Mount Lemmon Survey       |
| 199834 -      | 2007 EG24              | 10 de març de 2007     | Mount Lemmon         | Mount Lemmon Survey       |
| 199835 -      | 2007 EK25              | 10 de març de 2007     | Mount Lemmon         | Mount Lemmon Survey       |
| 199836 -      | 2007 EE27              | 12 de març de 2007     | Altschwendt          | W. Ries                   |
| 199837 -      | 2007 EC30              | 9 de març de 2007      | Kitt Peak            | Spacewatch                |
| 199838 -      | 2007 EY38              | 11 de març de 2007     | Vicques              | M. Ory                    |
| 199839 -      | 2007 ER45              | 9 de març de 2007      | Kitt Peak            | Spacewatch                |
| 199840 -      | 2007 EB47              | 9 de març de 2007      | Kitt Peak            | Spacewatch                |
| 199841 -      | 2007 EC47              | 9 de març de 2007      | Kitt Peak            | Spacewatch                |
| 199842 -      | 2007 EE47              | 9 de març de 2007      | Kitt Peak            | Spacewatch                |
| 199843 -      | 2007 EX53              | 11 de març de 2007     | Mount Lemmon         | Mount Lemmon Survey       |
| 199844 -      | 2007 EX63              | 10 de març de 2007     | Kitt Peak            | Spacewatch                |
| 199845 -      | 2007 EN71              | 10 de març de 2007     | Kitt Peak            | Spacewatch                |
| 199846 -      | 2007 EY71              | 10 de març de 2007     | Kitt Peak            | Spacewatch                |
| 199847 -      | 2007 EJ75              | 10 de març de 2007     | Kitt Peak            | Spacewatch                |
| 199848 -      | 2007 EK75              | 10 de març de 2007     | Kitt Peak            | Spacewatch                |
| 199849 -      | 2007 EB76              | 10 de març de 2007     | Kitt Peak            | Spacewatch                |
| 199850 -      | 2007 EC79              | 10 de març de 2007     | Kitt Peak            | Spacewatch                |
| 199851 -      | 2007 ER79              | 10 de març de 2007     | Kitt Peak            | Spacewatch                |
| 199852 -      | 2007 EB80              | 10 de març de 2007     | Palomar              | NEAT                      |
| 199853 -      | 2007 EP83              | 12 de març de 2007     | Kitt Peak            | Spacewatch                |
| 199854 -      | 2007 EL86              | 13 de març de 2007     | Kitt Peak            | Spacewatch                |
| 199855 -      | 2007 EO87              | 13 de març de 2007     | Mount Lemmon         | Mount Lemmon Survey       |
| 199856 -      | 2007 ER91              | 10 de març de 2007     | Kitt Peak            | Spacewatch                |
| 199857 -      | 2007 EC97              | 10 de març de 2007     | Mount Lemmon         | Mount Lemmon Survey       |
| 199858 -      | 2007 EW97              | 11 de març de 2007     | Catalina             | CSS                       |
| 199859 -      | 2007 EB101             | 11 de març de 2007     | Kitt Peak            | Spacewatch                |
| 199860 -      | 2007 EP113             | 12 de març de 2007     | Kitt Peak            | Spacewatch                |
| 199861 -      | 2007 EG117             | 13 de març de 2007     | Mount Lemmon         | Mount Lemmon Survey       |
| 199862 -      | 2007 EY118             | 13 de març de 2007     | Mount Lemmon         | Mount Lemmon Survey       |
| 199863 -      | 2007 EM119             | 13 de març de 2007     | Mount Lemmon         | Mount Lemmon Survey       |
| 199864 -      | 2007 EN119             | 13 de març de 2007     | Mount Lemmon         | Mount Lemmon Survey       |
| 199865 -      | 2007 ED133             | 9 de març de 2007      | Mount Lemmon         | Mount Lemmon Survey       |
| 199866 -      | 2007 EQ135             | 10 de març de 2007     | Mount Lemmon         | Mount Lemmon Survey       |
| 199867 -      | 2007 ES141             | 12 de març de 2007     | Kitt Peak            | Spacewatch                |
| 199868 -      | 2007 EF145             | 12 de març de 2007     | Mount Lemmon         | Mount Lemmon Survey       |
| 199869 -      | 2007 EN165             | 15 de març de 2007     | Kitt Peak            | Spacewatch                |
| 199870 -      | 2007 EP165             | 15 de març de 2007     | Mount Lemmon         | Mount Lemmon Survey       |
| 199871 -      | 2007 EG166             | 10 de març de 2007     | Mount Lemmon         | Mount Lemmon Survey       |
| 199872 -      | 2007 EP169             | 13 de març de 2007     | Kitt Peak            | Spacewatch                |
| 199873 -      | 2007 EQ169             | 13 de març de 2007     | Kitt Peak            | Spacewatch                |
| 199874 -      | 2007 ER171             | 11 de març de 2007     | Mount Lemmon         | Mount Lemmon Survey       |
| 199875 -      | 2007 EB196             | 15 de març de 2007     | Catalina             | CSS                       |
| 199876 -      | 2007 EE198             | 15 de març de 2007     | Mount Lemmon         | Mount Lemmon Survey       |
| 199877 -      | 2007 ES199             | 9 de març de 2007      | Kitt Peak            | Spacewatch                |
| 199878 -      | 2007 EV202             | 9 de març de 2007      | Kitt Peak            | Spacewatch                |
| 199879 -      | 2007 EJ213             | 9 de març de 2007      | Mount Lemmon         | Mount Lemmon Survey       |
| 199880 -      | 2007 EP213             | 9 de març de 2007      | Kitt Peak            | Spacewatch                |
| 199881 -      | 2007 ER213             | 9 de març de 2007      | Kitt Peak            | Spacewatch                |
| 199882 -      | 2007 EZ213             | 11 de març de 2007     | Mount Lemmon         | Mount Lemmon Survey       |
| 199883 -      | 2007 ES214             | 15 de març de 2007     | Kitt Peak            | Spacewatch                |
| 199884 -      | 2007 EP218             | 10 de març de 2007     | Kitt Peak            | Spacewatch                |
| 199885 -      | 2007 ED220             | 13 de març de 2007     | Mount Lemmon         | Mount Lemmon Survey       |
| 199886 -      | 2007 FH                | 16 de març de 2007     | Socorro              | LINEAR                    |
| 199887 -      | 2007 FF10              | 16 de març de 2007     | Kitt Peak            | Spacewatch                |
| 199888 -      | 2007 FW11              | 17 de març de 2007     | Kitt Peak            | Spacewatch                |
| 199889 -      | 2007 FM19              | 20 de març de 2007     | Mount Lemmon         | Mount Lemmon Survey       |
| 199890 -      | 2007 FT30              | 20 de març de 2007     | Mount Lemmon         | Mount Lemmon Survey       |
| 199891 -      | 2007 FG34              | 25 de març de 2007     | Mount Lemmon         | Mount Lemmon Survey       |
| 199892 -      | 2007 FO35              | 20 de març de 2007     | Catalina             | CSS                       |
| 199893 -      | 2007 FC37              | 26 de març de 2007     | Mount Lemmon         | Mount Lemmon Survey       |
| 199894 -      | 2007 FO37              | 26 de març de 2007     | Mount Lemmon         | Mount Lemmon Survey       |
| 199895 -      | 2007 FK38              | 29 de març de 2007     | Palomar              | NEAT                      |
| 199896 -      | 2007 FB39              | 28 de març de 2007     | Siding Spring        | SSS                       |
| 199897 -      | 2007 FO41              | 26 de març de 2007     | Mount Lemmon         | Mount Lemmon Survey       |
| 199898 -      | 2007 FD42              | 26 de març de 2007     | Mount Lemmon         | Mount Lemmon Survey       |
| 199899 -      | 2007 GV                | 6 d'abril de 2007      | Palomar              | NEAT                      |
| 199900 -      | 2007 GA1               | 8 d'abril de 2007      | Vallemare di Borbona | V. S. Casulli             |
| 199901-200000 |                        |                        |                      |                           |
| 199901 -      | 2007 GG5               | 12 d'abril de 2007     | Bergisch Gladbach    | W. Bickel                 |
| 199902 -      | 2007 GC9               | 7 d'abril de 2007      | Catalina             | CSS                       |
| 199903 -      | 2007 GO14              | 11 d'abril de 2007     | Kitt Peak            | Spacewatch                |
| 199904 -      | 2007 GW14              | 11 d'abril de 2007     | Catalina             | CSS                       |
| 199905 -      | 2007 GN16              | 11 d'abril de 2007     | Kitt Peak            | Spacewatch                |
| 199906 -      | 2007 GS16              | 11 d'abril de 2007     | Kitt Peak            | Spacewatch                |
| 199907 -      | 2007 GB17              | 11 d'abril de 2007     | Kitt Peak            | Spacewatch                |
| 199908 -      | 2007 GK17              | 11 d'abril de 2007     | Kitt Peak            | Spacewatch                |
| 199909 -      | 2007 GY18              | 11 d'abril de 2007     | Kitt Peak            | Spacewatch                |
| 199910 -      | 2007 GM19              | 11 d'abril de 2007     | Kitt Peak            | Spacewatch                |
| 199911 -      | 2007 GH20              | 11 d'abril de 2007     | Kitt Peak            | Spacewatch                |
| 199912 -      | 2007 GO21              | 11 d'abril de 2007     | Mount Lemmon         | Mount Lemmon Survey       |
| 199913 -      | 2007 GO22              | 11 d'abril de 2007     | Mount Lemmon         | Mount Lemmon Survey       |
| 199914 -      | 2007 GW22              | 11 d'abril de 2007     | Mount Lemmon         | Mount Lemmon Survey       |
| 199915 -      | 2007 GC23              | 11 d'abril de 2007     | Mount Lemmon         | Mount Lemmon Survey       |
| 199916 -      | 2007 GN23              | 11 d'abril de 2007     | Kitt Peak            | Spacewatch                |
| 199917 -      | 2007 GL26              | 14 d'abril de 2007     | Kitt Peak            | Spacewatch                |
| 199918 -      | 2007 GO26              | 14 d'abril de 2007     | Kitt Peak            | Spacewatch                |
| 199919 -      | 2007 GJ27              | 14 d'abril de 2007     | Kitt Peak            | Spacewatch                |
| 199920 -      | 2007 GC28              | 15 d'abril de 2007     | Kitt Peak            | Spacewatch                |
| 199921 -      | 2007 GS29              | 12 d'abril de 2007     | Siding Spring        | SSS                       |
| 199922 -      | 2007 GX31              | 11 d'abril de 2007     | Siding Spring        | SSS                       |
| 199923 -      | 2007 GU33              | 11 d'abril de 2007     | Mount Lemmon         | Mount Lemmon Survey       |
| 199924 -      | 2007 GC34              | 13 d'abril de 2007     | Siding Spring        | SSS                       |
| 199925 -      | 2007 GZ35              | 14 d'abril de 2007     | Kitt Peak            | Spacewatch                |
| 199926 -      | 2007 GG36              | 14 d'abril de 2007     | Kitt Peak            | Spacewatch                |
| 199927 -      | 2007 GO36              | 14 d'abril de 2007     | Kitt Peak            | Spacewatch                |
| 199928 -      | 2007 GB37              | 14 d'abril de 2007     | Kitt Peak            | Spacewatch                |
| 199929 -      | 2007 GG37              | 14 d'abril de 2007     | Kitt Peak            | Spacewatch                |
| 199930 -      | 2007 GA39              | 14 d'abril de 2007     | Kitt Peak            | Spacewatch                |
| 199931 -      | 2007 GJ40              | 14 d'abril de 2007     | Kitt Peak            | Spacewatch                |
| 199932 -      | 2007 GL40              | 14 d'abril de 2007     | Kitt Peak            | Spacewatch                |
| 199933 -      | 2007 GV40              | 14 d'abril de 2007     | Kitt Peak            | Spacewatch                |
| 199934 -      | 2007 GR45              | 14 d'abril de 2007     | Kitt Peak            | Spacewatch                |
| 199935 -      | 2007 GB48              | 14 d'abril de 2007     | Kitt Peak            | Spacewatch                |
| 199936 -      | 2007 GO49              | 15 d'abril de 2007     | Kitt Peak            | Spacewatch                |
| 199937 -      | 2007 GU49              | 15 d'abril de 2007     | Socorro              | LINEAR                    |
| 199938 -      | 2007 GD51              | 15 d'abril de 2007     | Kitt Peak            | Spacewatch                |
| 199939 -      | 2007 GU51              | 15 d'abril de 2007     | Kitt Peak            | Spacewatch                |
| 199940 -      | 2007 GD59              | 15 d'abril de 2007     | Kitt Peak            | Spacewatch                |
| 199941 -      | 2007 GD61              | 15 d'abril de 2007     | Kitt Peak            | Spacewatch                |
| 199942 -      | 2007 GQ65              | 15 d'abril de 2007     | Kitt Peak            | Spacewatch                |
| 199943 -      | 2007 GO67              | 15 d'abril de 2007     | Kitt Peak            | Spacewatch                |
| 199944 -      | 2007 GM73              | 15 d'abril de 2007     | Catalina             | CSS                       |
| 199945 -      | 2007 GC75              | 14 d'abril de 2007     | Kitt Peak            | Spacewatch                |
| 199946 -      | 2007 HE2               | 16 d'abril de 2007     | Mount Lemmon         | Mount Lemmon Survey       |
| 199947 -      | 2007 HR7               | 16 d'abril de 2007     | XuYi                 | PMO NEO Survey Program    |
| 199948 -      | 2007 HK9               | 18 d'abril de 2007     | Kitt Peak            | Spacewatch                |
| 199949 -      | 2007 HR15              | 21 d'abril de 2007     | Pises                | Pises                     |
| 199950 -      | 2007 HK16              | 16 d'abril de 2007     | Antares              | Antares Observatory       |
| 199951 -      | 2007 HE24              | 18 d'abril de 2007     | Socorro              | LINEAR                    |
| 199952 -      | 2007 HZ25              | 18 d'abril de 2007     | Kitt Peak            | Spacewatch                |
| 199953 -      | 2007 HK28              | 18 d'abril de 2007     | XuYi                 | PMO NEO Survey Program    |
| 199954 -      | 2007 HP28              | 19 d'abril de 2007     | Mount Lemmon         | Mount Lemmon Survey       |
| 199955 -      | 2007 HD30              | 19 d'abril de 2007     | Mount Lemmon         | Mount Lemmon Survey       |
| 199956 -      | 2007 HK35              | 19 d'abril de 2007     | Kitt Peak            | Spacewatch                |
| 199957 -      | 2007 HA38              | 20 d'abril de 2007     | Kitt Peak            | Spacewatch                |
| 199958 -      | 2007 HT41              | 20 d'abril de 2007     | Kitt Peak            | Spacewatch                |
| 199959 -      | 2007 HJ44              | 23 d'abril de 2007     | Tiki                 | S. F. Hönig, N. Teamo     |
| 199960 -      | 2007 HZ47              | 20 d'abril de 2007     | Kitt Peak            | Spacewatch                |
| 199961 -      | 2007 HF48              | 20 d'abril de 2007     | Kitt Peak            | Spacewatch                |
| 199962 -      | 2007 HB50              | 20 d'abril de 2007     | Kitt Peak            | Spacewatch                |
| 199963 -      | 2007 HD52              | 20 d'abril de 2007     | Kitt Peak            | Spacewatch                |
| 199964 -      | 2007 HQ53              | 20 d'abril de 2007     | Lulin Observatory    | LUSS                      |
| 199965 -      | 2007 HG65              | 22 d'abril de 2007     | Catalina             | CSS                       |
| 199966 -      | 2007 HL65              | 22 d'abril de 2007     | Catalina             | CSS                       |
| 199967 -      | 2007 HG67              | 23 d'abril de 2007     | Kitt Peak            | Spacewatch                |
| 199968 -      | 2007 HE68              | 23 d'abril de 2007     | Kitt Peak            | Spacewatch                |
| 199969 -      | 2007 HV72              | 22 d'abril de 2007     | Kitt Peak            | Spacewatch                |
| 199970 -      | 2007 HE75              | 22 d'abril de 2007     | Kitt Peak            | Spacewatch                |
| 199971 -      | 2007 HA76              | 22 d'abril de 2007     | Kitt Peak            | Spacewatch                |
| 199972 -      | 2007 HC84              | 27 d'abril de 2007     | Kitt Peak            | Spacewatch                |
| 199973 -      | 2007 HX85              | 24 d'abril de 2007     | Kitt Peak            | Spacewatch                |
| 199974 -      | 2007 HY89              | 19 d'abril de 2007     | Mount Lemmon         | Mount Lemmon Survey       |
| 199975 -      | 2007 HG90              | 20 d'abril de 2007     | Kitt Peak            | Spacewatch                |
| 199976 -      | 2007 JR                | 7 de maig de 2007      | Mount Lemmon         | Mount Lemmon Survey       |
| 199977 -      | 2007 JB1               | 7 de maig de 2007      | Kitt Peak            | Spacewatch                |
| 199978 -      | 2007 JZ1               | 7 de maig de 2007      | Catalina             | CSS                       |
| 199979 -      | 2007 JS4               | 7 de maig de 2007      | Catalina             | CSS                       |
| 199980 -      | 2007 JN5               | 9 de maig de 2007      | Mount Lemmon         | Mount Lemmon Survey       |
| 199981 -      | 2007 JQ12              | 7 de maig de 2007      | Catalina             | CSS                       |
| 199982 -      | 2007 JG13              | 8 de maig de 2007      | Anderson Mesa        | LONEOS                    |
| 199983 -      | 2007 JJ13              | 8 de maig de 2007      | Lulin Observatory    | LUSS                      |
| 199984 -      | 2007 JP16              | 7 de maig de 2007      | Kitt Peak            | Spacewatch                |
| 199985 -      | 2007 JG17              | 7 de maig de 2007      | Kitt Peak            | Spacewatch                |
| 199986 -      | 2007 JD21              | 9 de maig de 2007      | Andrushivka          | Andrushivka               |
| 199987 -      | 2007 JL21              | 12 de maig de 2007     | Tiki                 | S. F. Hönig, N. Teamo     |
| 199988 -      | 2007 JM21              | 12 de maig de 2007     | Tiki                 | S. F. Hönig, N. Teamo     |
| 199989 -      | 2007 JK23              | 7 de maig de 2007      | Catalina             | CSS                       |
| 199990 -      | 2007 JT23              | 8 de maig de 2007      | Anderson Mesa        | LONEOS                    |
| 199991 -      | 2007 JX24              | 9 de maig de 2007      | Mount Lemmon         | Mount Lemmon Survey       |
| 199992 -      | 2007 JW25              | 9 de maig de 2007      | Kitt Peak            | Spacewatch                |
| 199993 -      | 2007 JP27              | 9 de maig de 2007      | Kitt Peak            | Spacewatch                |
| 199994 -      | 2007 JJ29              | 10 de maig de 2007     | Mount Lemmon         | Mount Lemmon Survey       |
| 199995 -      | 2007 JV33              | 12 de maig de 2007     | Mount Lemmon         | Mount Lemmon Survey       |
| 199996 -      | 2007 JA34              | 9 de maig de 2007      | Mount Lemmon         | Mount Lemmon Survey       |
| 199997 -      | 2007 JB36              | 11 de maig de 2007     | Catalina             | CSS                       |
| 199998 -      | 2007 JU39              | 11 de maig de 2007     | Siding Spring        | SSS                       |
| 199999 -      | 2007 JZ39              | 12 de maig de 2007     | Mount Lemmon         | Mount Lemmon Survey       |
| 200000 -      | 2007 JT40              | 12 de maig de 2007     | Mount Lemmon         | Mount Lemmon Survey       |